# Festival de la Canción de Eurovisión
El Festival de la Canción de Eurovisión (en francés: Concours Eurovision de la Chanson; en inglés: Eurovision Song Contest) es un concurso televisivo de carácter anual en el que participan intérpretes representantes de las televisiones (en su mayoría públicas) que son miembros de la Unión Europea de Radiodifusión. El festival ha sido transmitido desde 1956, por lo que se trata del programa de televisión más antiguo que aún se transmite en el mundo, recibiendo en 2015 el récord Guinness como la competición musical televisiva más longeva del mundo. Además, es el festival de la canción más grande en términos de audiencia, la que se ha estimado entre 200 y 600 millones internacionalmente. El evento es transmitido en todo el mundo, incluso en países que no participan en él. El festival es históricamente conocido por ser un gran promotor de la música pop. Sin embargo, en años recientes se han presentado en el festival varios temas pertenecientes a otros géneros, como árabe, dance, tango, reguetón, heavy metal, pop-rap, punk, rock, electrónica y rumba, entre otros.
El nombre del concurso viene de la Red de Distribución de Televisión de Eurovisión (Eurovision Network), que está controlada por la Unión Europea de Radiodifusión (UER) y puede alcanzar audiencias potenciales de más de mil millones de personas. Cualquier miembro activo de la UER puede participar en el festival, por lo que la aptitud para formar parte de este magno evento no está determinada por la inclusión geográfica dentro del continente europeo (a pesar del prefijo «Euro» en «Eurovisión»), que no se corresponde con la Unión Europea. Con el paso de los años, el festival ha crecido de un simple experimento televisivo a una institución internacional de grandes proporciones y el término «Eurovisión» es reconocido a lo largo del mundo.
Para la edición de 2015, se invitó a Australia a participar en el certamen, lo que supuso que se convirtiera en el primer miembro asociado de la UER (y no activo) que participa en Eurovisión, así como en el primer país oceánico.
La edición de 2020 fue cancelada debido a la pandemia de COVID-19, lo que supuso un gran impacto histórico para el festival, que rompe con la tradición de ser celebrado anualmente y finaliza con 64 años de emisión ininterrumpida, habiendo superado otras crisis mundiales, como la guerra ruso-ucraniana, el conflicto israelí-palestino o las guerras yugoslavas. Se trata de un hecho sin precedentes, ya que es el único año en que el certamen no se celebra desde su inicio y no tiene ganador. En 2021, la UER mantuvo la sede en Róterdam para la 65.ª edición del Festival.

## Orígenes
La UER (Unión Europea de Radiodifusión), organismo que agrupa a compañías públicas de radiodifusión que emiten en Europa y cuenca mediterránea, dado el éxito de los programas emitidos por la Red Eurovisión en su primer año de existencia, consideró necesario crear un evento televisivo anual para su emisión por todos los canales que formaban parte de dicha Red Eurovisión.
En enero de 1955 llegan al comité de programas de la UER las dos propuestas finales; un festival de canciones al estilo del Festival de Sanremo y un concurso de variedades al estilo del programa "Top Town" que emitía la BBC británica.

Al final el 19 de octubre de 1955 la Asamblea General de la UER reunida en Roma opta por el festival de canciones y se aprueba la organización de un concurso de la canción europea. 

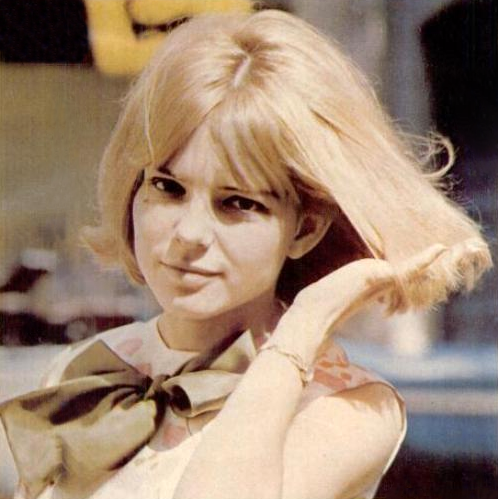
France Gall ganó por Luxemburgo en 1965 con el tema «Poupée de cire, poupée de son»

La primera edición del Festival de Eurovisión se celebró en la ciudad suiza de Lugano el 24 de mayo de 1956. Siete países participaron presentando dos canciones cada uno, con un total de catorce canciones. Esta fue la única edición donde un país podía interpretar más de una canción: desde 1957 todas las competiciones permitieron solo una canción por país. La competición de 1956 fue ganada por el país anfitrión, Suiza.
El programa fue conocido primeramente como Grand Prix Eurovision. El nombre en inglés de Eurovision Song Contest se utilizó por primera vez en 1960, siendo desde 2004 su único nombre oficial.
Hay una teoría en base a documentos desclasificados que dice que el Festival de la Canción de Eurovisión fue ideado en su origen en 1955 por la Organización del Tratado del Atlántico Norte (OTAN), tomando como modelo el festival de bandas militares de Francia conocido como Les Nuits de l'Armée, que se había celebrado entre 1952 y 1955. Así, en los años 1955 y 1956, el Comité de Cultura e Información Pública de la OTAN emitió varios documentos clasificados donde da las órdenes y condiciones para la creación del «Festival de Música del Atlántico Norte».

## Formato

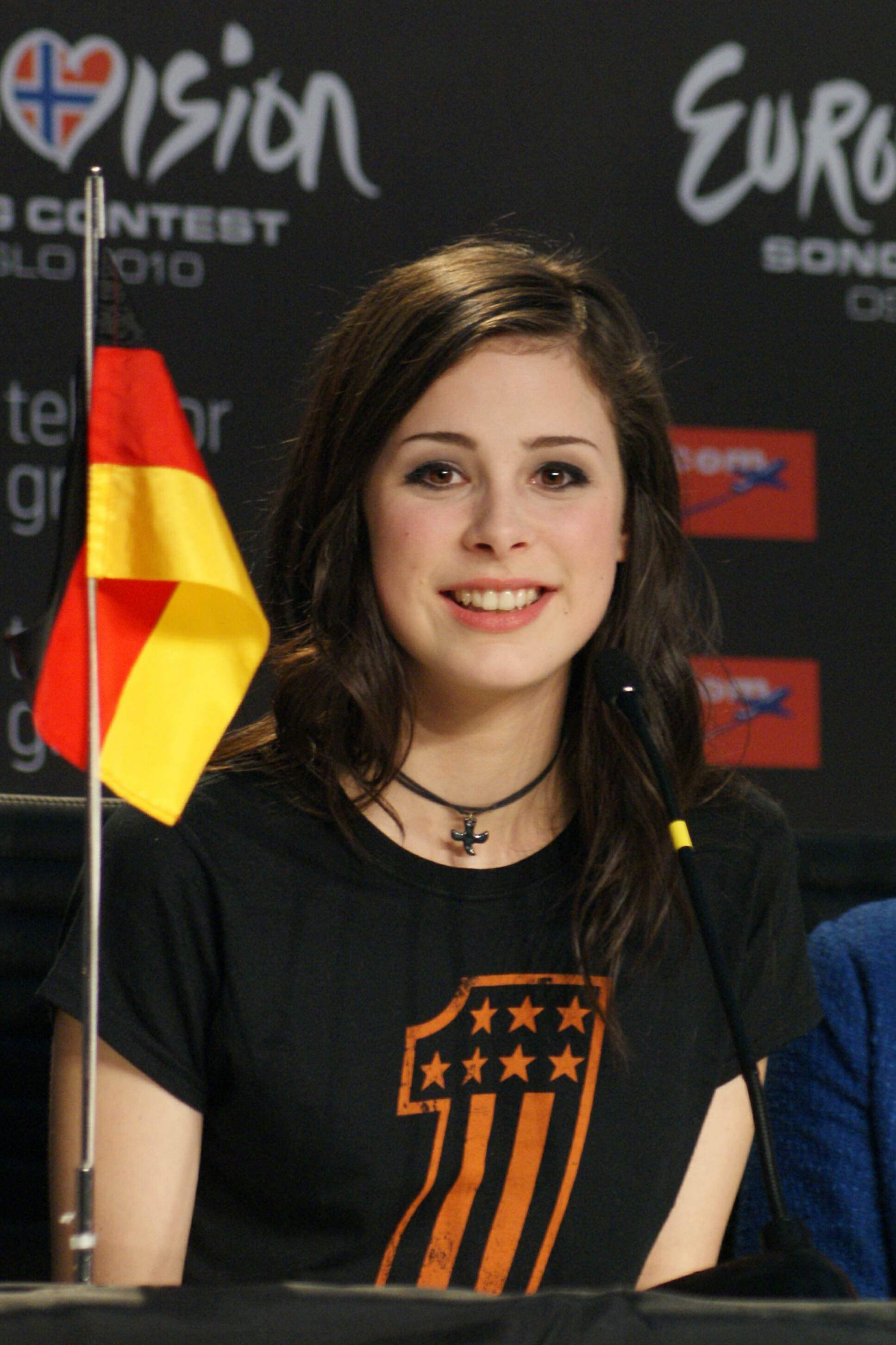
Lena Meyer-Landrut, tras ganar Eurovisión 2010 por Alemania

El formato de las presentaciones ha sufrido cambios a lo largo de los años, aunque los principios básicos han sido siempre los mismos: los países participantes presentan sus canciones, que se transmiten en vivo en un programa de televisión que es emitido simultáneamente en todos los países participantes. Este programa lo prepara en exclusiva uno de los países participantes (el país organizador), y la transmisión se envía desde el auditorio de la ciudad donde se realiza el evento. Durante este programa, después de interpretarse todas las canciones, los países proceden a votar por las canciones que a su juicio son las mejores, sin poder votarse a ellos mismos. Al final del programa, la canción con más puntos se declara vencedora. El ganador recibe, simplemente, el prestigio de haber ganado el festival, algo que se considera como un codiciado trofeo para muchos cantautores, además de que el país ganador tiene el honor de ser el anfitrión de la próxima competición.
Por lo general, el programa se inicia con el ganador del año anterior, quien suele interpretar la canción (o una pequeña variante) con la que ganó, y a veces su nuevo sencillo. En los años en que había orquesta, esta interpretaba una composición especialmente creada para el evento mientras solían verse en pantalla imágenes del país anfitrión. Posteriormente, los presentadores dan la bienvenida a los telespectadores al espectáculo mezclando idiomas, siempre en inglés y francés, frecuentemente en el idioma anfitrión y en algunas ocasiones utilizando varios o todos los idiomas de los países participantes. Muchos de los países anfitriones dicen aprovechar la gran audiencia internacional que tienen estos programas para mostrar escenas de su nación como forma de promover el turismo. Entre las canciones y el anuncio de la votación se realiza un intervalo, que puede ser cualquier forma imaginable de entretenimiento. Los intervalos de entretenimiento han incluido actos como los de The Wombles (1974), la primera presentación internacional del espectáculo Riverdance (1994), Aqua (2001), Cirque du Soleil (2009), Justin Timberlake (2016) o Madonna (2019).
La música de la cortinilla que se escucha antes y después de las transmisiones del Festival de la Canción de Eurovisión es el preludio de «Te Deum» de Marc-Antoine Charpentier.
Tradicionalmente, y desde 1963, la final del Festival de la Canción de Eurovisión se lleva a cabo un sábado primaveral por la noche, a las 19:00 (hora UTC). En años anteriores, el festival se ha celebrado en días de la semana variados, como un jueves en 1960 o un domingo en 1962, entre otros. Desde 2004, debido al creciente número de países que deciden participar, una ronda clasificatoria —conocida como la semifinal— se lleva a cabo un jueves antes de la final (en 2004 el miércoles anterior a la final). Con el aumento de las radiodifusoras participantes, desde 2008 se celebran dos semifinales en la misma semana, las semifinales en martes y jueves, y la final en sábado.

## Participación

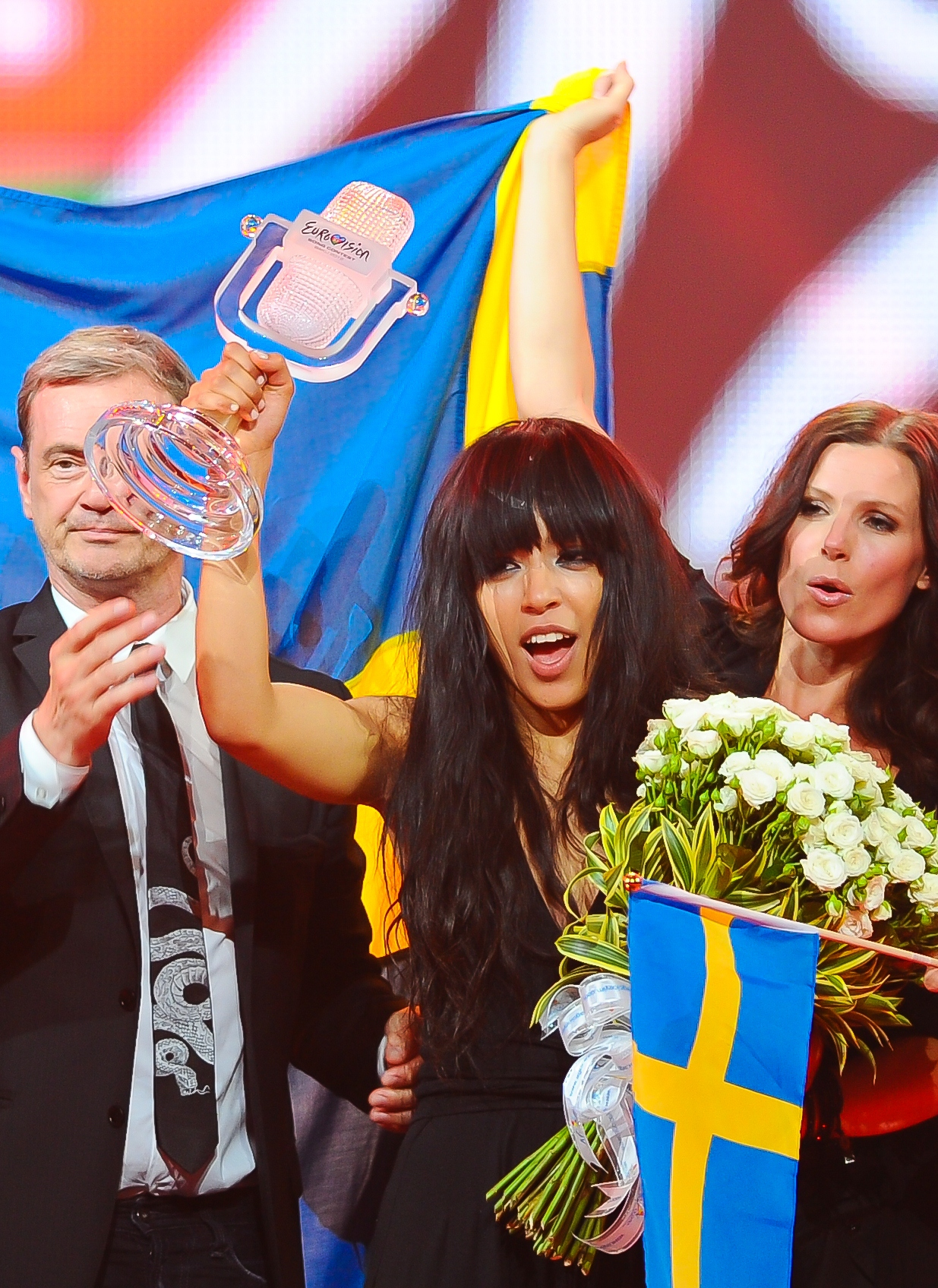
Loreen consiguió la victoria en el certamen de 2012 con la cantidad de 372 puntos y de nuevo en 2023 con 583 puntos

Los países aptos para participar son los miembros activos (a diferencia de los miembros asociados) de la Unión Europea de Radiodifusión. Los miembros activos son aquellos países que estén dentro del Área de Radiodifusión Europea (que incluye países que no son europeos) o los que pertenecen al Consejo de Europa, siempre que hayan solicitado su ingreso en la UER y cumplan con todos los requisitos para permanecer como miembros activos.
El Área de Radiodifusión Europea está definida por la Unión Internacional de Telecomunicaciones de la siguiente manera:

El «Área de Radiodifusión Europea» está limitado al oeste por el límite occidental de la Región 1, al este por el meridiano 40° Este respecto al de Greenwich y al sur por el paralelo 30° Norte, incluyendo la parte norte de Arabia Saudita y la parte de los países que bordean con el Mediterráneo dentro de estos límites. Adicionalmente, Irak, Jordania y la parte del territorio de la República Árabe Siria, Turquía y Ucrania, situado fuera de los límites indicados, están incluidos en el Área de Radiodifusión Europea.

El Área de Radiodifusión Europea incluye territorios que no son de Europa (p. ej. los países del África mediterránea).

El Área Europea de Radiodifusión, en rojo

Los miembros activos incluyen organizaciones de difusión, cuyas transmisiones están disponibles (virtualmente) para toda la población del país en el que se encuentren.
Si un miembro activo de la UER desea participar, debe cumplir con todas las condiciones que exigen las reglas de la competición (una copia separada de la misma es enviada anualmente). Esto incluye la necesidad de haber difundido el programa del año anterior dentro de su país y el pago de los honorarios a la UER antes de la fecha límite especificada en las reglas de la competición para el año en el cual participarán.
La aptitud para participar no está determinada por la inclusión geográfica dentro del continente europeo (a pesar del prefijo «Euro» en «Eurovisión»), que no tiene que ver con la Unión Europea. En 1980, Marruecos —un país norteafricano— participó en el Festival. Israel, nación perteneciente a Asia, lo lleva haciendo desde 1973. Los países transcontinentales dentro de Europa y Asia, como Armenia que participa desde 2006, Georgia desde 2007 y Azerbaiyán desde 2008, están fuera del área de radiodifusión europea pero pueden participar, ya que forman parte del Consejo de Europa.
En 2015, por primera vez en la historia, participó un país que no pertenece al Área de Radiodifusión Europea a través de una televisión que no es miembro activo de la UER (la SBS de Australia, miembro asociado a la UER). Con motivo del 60º aniversario del festival, la UER invitó a participar a Australia en Eurovisión 2015 por la «larga trayectoria» de la SBS retransmitiendo el certamen desde 1983 y el «público fiel al festival» existente en el país. Australia participó en el certamen, en principio, solo en esa ocasión, pero a finales de 2015 la UER confirmó la vuelta de Australia al certamen.
Hasta el año 2024 inclusive, e incluyendo la edición 2020 que fue cancelada, han participado en el festival un total de 1816 candidaturas o participantes y 1818 canciones (el número de participantes y canciones no concuerda porque en la primera edición cada país tenía dos representantes, con una canción cada uno, excepto Suiza y Luxemburgo, cuyas cantantes interpretaron dos canciones cada una). Cincuenta y dos países han participado al menos una vez. A continuación se listan según el año en el que hicieron su debut:

Participaciones desde 1956:
Participaron al menos una vez
Nunca participaron, pero son elegibles a hacerlo
Intentaron participar, pero se retiraron antes de la final
Países que han participado en el concurso como parte de otro país

| Año  | Países según su debut                                               |
| ---- | ------------------------------------------------------------------- |
| 1956 | Bélgica, Francia, Alemania, Luxemburgo, Países Bajos, Italia, Suiza |
| 1957 | Austria, Dinamarca, Reino Unido                                     |
| 1958 | Suecia                                                              |
| 1959 | Mónaco                                                              |
| 1960 | Noruega                                                             |
| 1961 | Finlandia, España, Yugoslavia                                       |
| 1964 | Portugal                                                            |
| 1965 | Irlanda                                                             |
| 1971 | Malta                                                               |
| 1973 | Israel                                                              |
| 1974 | Grecia                                                              |
| 1975 | Turquía                                                             |
| 1980 | Marruecos                                                           |
| 1981 | Chipre                                                              |
| 1986 | Islandia                                                            |
| 1993 | Bosnia y Herzegovina, Croacia, Eslovenia                            |
| 1994 | Estonia, Hungría, Lituania, Polonia, Rumanía, Rusia, Eslovaquia     |
| 1998 | Macedonia del Norte                                                 |
| 2000 | Letonia                                                             |
| 2003 | Ucrania                                                             |
| 2004 | Albania, Andorra, Bielorrusia, Serbia y Montenegro                  |
| 2005 | Bulgaria, Moldavia                                                  |
| 2006 | Armenia                                                             |
| 2007 | República Checa, Georgia, Montenegro, Serbia                        |
| 2008 | Azerbaiyán, San Marino                                              |
| 2015 | Australia                                                           |

| Año  | Países según se retiran                                                 |
| ---- | ----------------------------------------------------------------------- |
| 1958 | Reino Unido                                                             |
| 1959 | Luxemburgo                                                              |
| 1964 | Suecia                                                                  |
| 1967 | Dinamarca                                                               |
| 1969 | Austria                                                                 |
| 1970 | Finlandia, Noruega, Portugal, Suecia                                    |
| 1973 | Austria, Malta                                                          |
| 1974 | Francia                                                                 |
| 1975 | Grecia                                                                  |
| 1976 | Malta, Suecia, Turquía                                                  |
| 1977 | Yugoslavia                                                              |
| 1979 | Turquía                                                                 |
| 1980 | Israel, Mónaco                                                          |
| 1981 | Italia, Marruecos                                                       |
| 1982 | Francia, Grecia                                                         |
| 1983 | Irlanda                                                                 |
| 1984 | Grecia, Israel                                                          |
| 1985 | Países Bajos, Yugoslavia                                                |
| 1986 | Grecia, Italia                                                          |
| 1988 | Chipre                                                                  |
| 1991 | Países Bajos                                                            |
| 1993 | Yugoslavia                                                              |
| 1994 | Bélgica, Dinamarca, Eslovenia, Israel, Italia, Luxemburgo, Turquía      |
| 1995 | Estonia, Eslovaquia, Finlandia, Lituania, Países Bajos, Rumanía, Suiza, |
| 1996 | Alemania, Dinamarca, Hungría, Israel, Macedonia, Rumanía, Rusia         |
| 1997 | Bélgica, Eslovaquia, Finlandia, Israel, Rumanía                         |
| 1998 | Austria, Bosnia y Herzegovina, Dinamarca, Islandia, Italia, Rusia       |
| 1999 | Eslovaquia, Finlandia, Grecia, Hungría, Macedonia, Rumanía, Suiza       |
| 2000 | Bosnia y Herzegovina, Eslovenia, Lituania, Polonia, Portugal            |
| 2001 | Austria, Bélgica, Chipre, Finlandia, Macedonia, Rumanía, Suiza          |
| 2002 | Irlanda, Islandia, Noruega, Países Bajos, Polonia, Portugal             |
| 2003 | Dinamarca, Finlandia, Lituania, Macedonia, Suiza                        |
| 2006 | Austria, Hungría, Serbia y Montenegro                                   |
| 2007 | Mónaco                                                                  |
| 2008 | Austria                                                                 |
| 2009 | Georgia, San Marino                                                     |
| 2010 | Andorra, Hungría, Montenegro, República Checa                           |
| 2012 | Armenia, Polonia                                                        |
| 2013 | Bosnia y Herzegovina, Eslovaquia, Portugal, Turquía                     |
| 2014 | Bulgaria, Chipre, Croacia, Serbia                                       |
| 2015 | Ucrania                                                                 |
| 2016 | Portugal, Rumanía (expulsado)                                           |
| 2017 | Bosnia y Herzegovina, Rusia                                             |
| 2019 | Bulgaria, Ucrania                                                       |
| 2020 | Hungría, Montenegro                                                     |
| 2021 | Armenia, Bielorrusia (expulsado)                                        |
| 2022 | Rusia (expulsado)                                                       |
| 2023 | Bulgaria, Macedonia del Norte, Montenegro                               |
| 2024 | Rumanía                                                                 |
| 2025 | Moldavia                                                                |

| Año  | Países según retornan                                                |
| ---- | -------------------------------------------------------------------- |
| 1959 | Reino Unido                                                          |
| 1960 | Luxemburgo                                                           |
| 1965 | Suecia                                                               |
| 1971 | Austria, Finlandia, Noruega, Portugal, Suecia                        |
| 1975 | Francia, Malta                                                       |
| 1976 | Austria, Grecia                                                      |
| 1977 | Suecia                                                               |
| 1978 | Dinamarca, Turquía                                                   |
| 1980 | Turquía                                                              |
| 1981 | Israel, Yugoslavia                                                   |
| 1983 | Francia, Grecia, Italia                                              |
| 1984 | Irlanda                                                              |
| 1985 | Grecia, Israel                                                       |
| 1986 | Países Bajos, Yugoslavia                                             |
| 1987 | Grecia, Italia                                                       |
| 1989 | Chipre                                                               |
| 1991 | Malta                                                                |
| 1992 | Países Bajos                                                         |
| 1995 | Bélgica, Dinamarca, Eslovenia, Israel, Turquía                       |
| 1996 | Estonia, Eslovaquia, Finlandia, Países Bajos, Suiza                  |
| 1997 | Alemania, Dinamarca, Hungría, Italia, Rusia                          |
| 1998 | Bélgica, Eslovaquia, Finlandia, Israel, Rumanía                      |
| 1999 | Austria, Bosnia y Herzegovina, Dinamarca, Islandia, Lituania         |
| 2000 | Finlandia, Macedonia, Rumanía, Rusia, Suiza                          |
| 2001 | Bosnia y Herzegovina, Eslovenia, Grecia, Lituania, Polonia, Portugal |
| 2002 | Austria, Bélgica, Chipre, Finlandia, Macedonia, Rumanía, Suiza       |
| 2003 | Irlanda, Islandia, Noruega, Países Bajos, Polonia, Portugal          |
| 2004 | Dinamarca, Finlandia, Lituania, Macedonia, Mónaco, Suiza             |
| 2005 | Hungría                                                              |
| 2007 | Austria, Hungría                                                     |
| 2009 | Eslovaquia                                                           |
| 2010 | Georgia                                                              |
| 2011 | Austria, Hungría, Italia, San Marino                                 |
| 2012 | Montenegro                                                           |
| 2013 | Armenia                                                              |
| 2014 | Polonia, Portugal                                                    |
| 2015 | Chipre, República Checa, Serbia                                      |
| 2016 | Bosnia y Herzegovina, Bulgaria, Croacia, Ucrania                     |
| 2017 | Portugal, Rumanía                                                    |
| 2018 | Rusia                                                                |
| 2020 | Bulgaria, Ucrania                                                    |
| 2022 | Armenia, Montenegro                                                  |
| 2024 | Luxemburgo                                                           |
| 2025 | Montenegro                                                           |

## Procedimientos para la selección de temas
Cada país debe inscribir solo una canción para que lo represente cada año que deseen participar. La única excepción fue durante el primer festival, donde cada país podía inscribir dos canciones. Existe una regla que prohíbe que el tema inscrito haya sido previamente publicado o transmitido en público antes de cierta fecha relativa al festival en cuestión. El propósito de esta regla es asegurar que solo canciones nuevas sean presentadas durante el concurso, y que no existan canciones exitosas de años pasados, lo cual podría dar a un país cierta ventaja debido al hecho de que la canción ya es conocida y popular. 
Además, otra de las reglas del festival hace referencia a la duración de los temas. En los inicios del festival, hubo casos en los que existió una gran disparidad en cuanto a la duración de las canciones de los países participantes, y fue en el año 1962, cuando se impuso un límite de 3 minutos por canción. Puede darse el caso de una canción que sobrepase el límite de los 3 minutos, pero, durante el festival, se establece una versión corta para adaptarse a las reglas del concurso.
Cada nación puede seleccionar su canción por los medios que desee: puede ser una decisión interna de la radiodifusora participante (lo cual es más económico) o un concurso donde el público del país elija uno de varios temas por medio del televoto. La UER alienta a las radiodifusoras a usar el formato de una competencia, lo cual genera más publicidad para el Festival. Estas selecciones son conocidas como finales nacionales.
Las selecciones de algunos países son tan importantes como el Festival de Eurovisión en sí, y en ellas participan varias canciones durante varias semifinales. En la final nacional en Suecia, el Melodifestivalen (literalmente, «El Festival de la Melodía»), participan entre 28 y 32 canciones que se presentan en los recintos más grandes del país en varias ciudades, antes de la gran final que se celebra siempre en Estocolmo. Este concurso se ha convertido en la emisión más vista anualmente en Suecia según las estadísticas de audiencia. Todos los países nórdicos utilizan un formato similar: Dansk Melodi Grand Prix en Dinamarca, Melodi Grand Prix en Noruega, UMK en Finlandia y Söngvakeppnin en Islandia. Otros países también utilizan concursos consolidados como el Festival de San Remo en Italia y el Festival da Canção en Portugal. Desde hace varios años, Irlanda elige a su representante en una edición especial de su The Late Late Show. En España, entre los finalistas del reality show Operación Triunfo de 2002 a 2004, y nuevamente en 2018 y 2019, realizaron una preselección para representar al país en el festival. En años posteriores se han realizado en el país finales similares, asentando desde 2022 el Benidorm Fest. Otros países varían el formato cada año y otros lo mantienen fijo. 
Sea cual sea el método usado para seleccionar el tema representante, los detalles de la canción se deben concretar y enviar a la UER unas semanas antes del festival internacional.

## Histórico de puntos en finales
Se incluyen los resultados de la edición de 2025:
| Posición | País                 | Puntos | Participaciones | Puntos por participación |
| -------- | -------------------- | ------ | --------------- | ------------------------ |
| 1        | Suecia               | 6966   | 60              | 116.1                    |
| 2        | Italia               | 5383   | 50              | 107.7                    |
| 3        | Francia              | 5048   | 67              | 75.3                     |
| 4        | Reino Unido          | 4705   | 67              | 70.2                     |
| 5        | Ucrania              | 4294   | 20              | 214.7                    |
| 6        | Israel               | 4260   | 46              | 92.6                     |
| 7        | Noruega              | 4079   | 61              | 66.9                     |
| 8        | Suiza                | 3962   | 65              | 61                       |
| 9        | Alemania             | 3728   | 69              | 54                       |
| 10       | Irlanda              | 3706   | 57              | 65                       |
| 11       | Grecia               | 3633   | 43              | 84.5                     |
| 12       | Rusia                | 3530   | 24              | 147.1                    |
| 13       | Países Bajos         | 3429   | 64              | 53.6                     |
| 14       | España               | 3424   | 64              | 53.5                     |
| 15       | Dinamarca            | 2893   | 53              | 54.6                     |
| 16       | Bélgica              | 2823   | 64              | 44.1                     |
| 17       | Austria              | 2814   | 56              | 50.3                     |
| 18       | Portugal             | 2675   | 56              | 47.8                     |
| 19       | Finlandia            | 2625   | 58              | 45.3                     |
| 20       | Chipre               | 2304   | 39              | 59.1                     |
| 21       | Malta                | 2296   | 34              | 67.5                     |
| 22       | Estonia              | 2166   | 31              | 69.9                     |
| 23       | Turquía              | 1996   | 34              | 58.7                     |
| 24       | Islandia             | 1977   | 36              | 54.9                     |
| 25       | Croacia              | 1886   | 29              | 65                       |
| 26       | Azerbaiyán           | 1881   | 15              | 125.4                    |
| 27       | Armenia              | 1714   | 17              | 100.8                    |
| 28       | Moldavia             | 1671   | 18              | 92.8                     |
| 29       | Serbia               | 1667   | 13              | 128.2                    |
| 30       | Luxemburgo           | 1573   | 39              | 40.3                     |
| 31       | Australia            | 1539   | 8               | 192.4                    |
| 32       | Rumania              | 1535   | 25              | 61.4                     |
| 33       | Lituania             | 1495   | 25              | 59.8                     |
| 34       | Bulgaria             | 1415   | 14              | 101.1                    |
| 35       | Bosnia y Herzegovina | 1242   | 19              | 65.4                     |
| 36       | Polonia              | 1209   | 26              | 46.5                     |
| 37       | Letonia              | 1193   | 25              | 47.7                     |
| 38       | Albania              | 1129   | 20              | 56.5                     |
| 39       | Hungría              | 1112   | 19              | 58.5                     |
| 40       | Yugoslavia           | 1013   | 27              | 37.5                     |
| 41       | Eslovenia            | 830    | 19              | 43.7                     |
| 42       | Mónaco               | 738    | 24              | 30.8                     |
| 43       | Macedonia del Norte  | 674    | 22              | 30.6                     |
| 44       | Georgia              | 665    | 16              | 41.6                     |
| 45       | República Checa      | 646    | 11              | 58.7                     |
| 46       | Serbia y Montenegro  | 400    | 2               | 200                      |
| 47       | Bielorrusia          | 368    | 16              | 23                       |
| 48       | San Marino           | 168    | 14              | 12                       |
| 49       | Montenegro           | 81     | 12              | 6.8                      |
| 50       | Eslovaquia           | 42     | 8               | 5.3                      |
| 51       | Marruecos            | 7      | 1               | 7                        |
| 52       | Andorra              | 0      | 6               | 0                        |

## Sede
Gran parte de los costos del festival son cubiertos por los patrocinadores y contribuyentes de otras naciones participantes. El festival se considera una oportunidad única para fomentar el turismo en la nación y ciudad sede.[cita requerida] En el verano de 2005, por ejemplo, Ucrania suprimió el requerimiento de visa para entrar al país justo antes de que se llevara a cabo el festival.

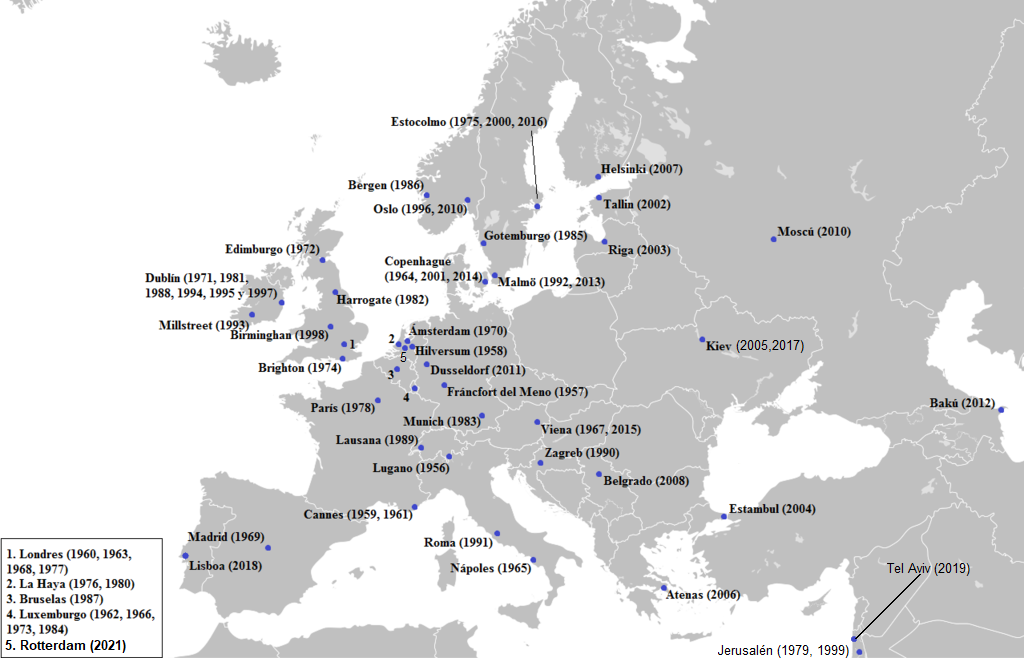
Ciudades sede del Festival de Eurovision (hasta 2021)

Los preparativos para el festival comienzan unas semanas después de que un país haya ganado y confirme a la UER si desea (o puede) ser el anfitrión del siguiente festival. Posteriormente, se elige la ciudad más adecuada para albergar el evento. El impacto que el festival tiene en la ciudad sede es inversamente proporcional a su tamaño: en 2003 en Riga, el centro de la ciudad fue tomado por los asistentes de Eurovisión cuando pasaron una semana en la capital letona.
A lo largo de la historia del certamen se eligieron salas de conciertos, teatros, auditorios, palacios de congresos, etc. Ya en los años 1980 el festival comenzó a celebrarse en grandes recintos como el Scandinavium de Gotemburgo en 1985. Fue en los años 1990 cuando comenzaron a generalizarse los grandes espacios para celebrar el festival. Hoy, se suele escoger un estadio apto para celebrar conciertos de gran calibre, con buenos accesos y localizaciones cercanas para las salas de prensa, hoteles, etc. El mayor aforo de la historia de Eurovisión se consiguió en el Parken Stadium de Copenhague en 2001, con 38 000 espectadores. Le sigue el Esprit Arena de Düsseldorf al congregar a 32 000 espectadores en 2011. La localidad más pequeña donde se ha llevado a cabo el festival fue Millstreet, Irlanda, donde se celebró el festival de 1993, cuando la población total del pueblo era de aproximadamente 1500 habitantes. Para la edición de 2012, Azerbaiyán construyó en el plazo de ocho meses el Baku Crystal Hall, un recinto con capacidad potencial para 23 000 espectadores.

## Identidad visual y eslogan

Logotipo del Festival de la Canción de Eurovisión entre 2004 y 2014.

Logotipo del Festival de la Canción de Eurovisión entre 2015 y 2025.

Logotipo del Festival de la Canción de Eurovisión desde 2026.

Hasta 2004, cada edición del certamen utilizaba su logotipo e identidad visual propios, determinados por la radiodifusora anfitriona. Así, para crear una imagen consistente y reconocible, la UER introdujo un logotipo genérico de cara al Festival de la Canción de Eurovisión 2004. Sin embargo, en cada edición, el corazón del logotipo, que hace la función de «v» en la palabra «Eurovision», incluye en su interior la bandera del país anfitrión colocada de manera destacada. El logotipo primigenio fue diseñado por la agencia londinense JM International, y fue renovada hasta dos veces, la primera de las cuales tuvo lugar en 2014, por parte de la agencia de Ámsterdam Cityzen Agency, para la 60.ª edición del certamen, y la segunda, en 2025 para la 70.ª edición, diseñada por la agencia Pals Studio de Londres.
Por otro lado, los productores del festival y la radiodifusora anfitriona construyen anualmente la identidad visual de cada edición del certamen, hecho que incluye el diseño del escenario, los actos de inicio y de intervalo, así como las «postales». De hecho, las breves postales en vídeo se intercalan entre las actuaciones y se introdujeron por primera vez en 1970, inicialmente como un intento de «ampliar la duración» del concurso después de que varios países decidieran no competir, pero desde entonces se han convertido en una parte habitual del programa y, en general, en ellas se destaca el país anfitrión y se presentan los actos competidores. Del mismo modo, un eslogan único para cada edición, introducido por primera vez en 2002, también fue parte fundamental de la identidad visual de cada concurso, pero este fue reemplazado por un eslogan permanente a partir de 2024. El eslogan permanente, «United by music» («Unidos por la música»), había servido anteriormente como eslogan para el concurso de 2023 antes de conservarse para todas las ediciones como estrategia de marca global del festival.

## Semana de Eurovisión
El término «Semana de Eurovisión» es usado para referirse a la semana durante la cual el festival tiene lugar. Como es un espectáculo en vivo, el Festival de Eurovisión requiere de intérpretes que hayan perfeccionado sus actuaciones en el orden de la gran noche para que el programa se desarrolle sin fallos. Además de los ensayos en sus países nativos, los participantes tienen la oportunidad de ensayar en el auditorio donde se llevará a cabo el festival. Estos ensayos se realizan varios días antes de la noche del sábado, y en consecuencia las delegaciones de los países deben llegar días antes del evento. Eso significa que la prensa y los fanáticos también llegarán en días previos, lo que hace que el evento de Eurovisión dure mucho más que solo una transmisión de televisión de unas cuantas horas. Varios hoteles son seleccionados y acreditados para albergar a las delegaciones y un servicio de autobuses es usado para trasladar a los participantes del hotel al lugar del evento.
Cada radiodifusora participante designa a un líder para la delegación, cuyo trabajo es coordinar los movimientos de los miembros de su delegación, y es quien hace de representante de su país ante la UER en la ciudad sede. En la delegación se incluyen a los intérpretes, bailarines, compositores, comentaristas, corresponsales y, si existe una orquesta o la canción la necesita, un director de orquesta. El comentarista es algo opcional: cada radiodifusora puede llevar a su propio comentarista para su retransmisión por radio o televisión a su país de origen. Los comentaristas son colocados en lugares previamente asignados para ellos en la arena detrás de la audiencia.

### Ensayos y conferencias de prensa

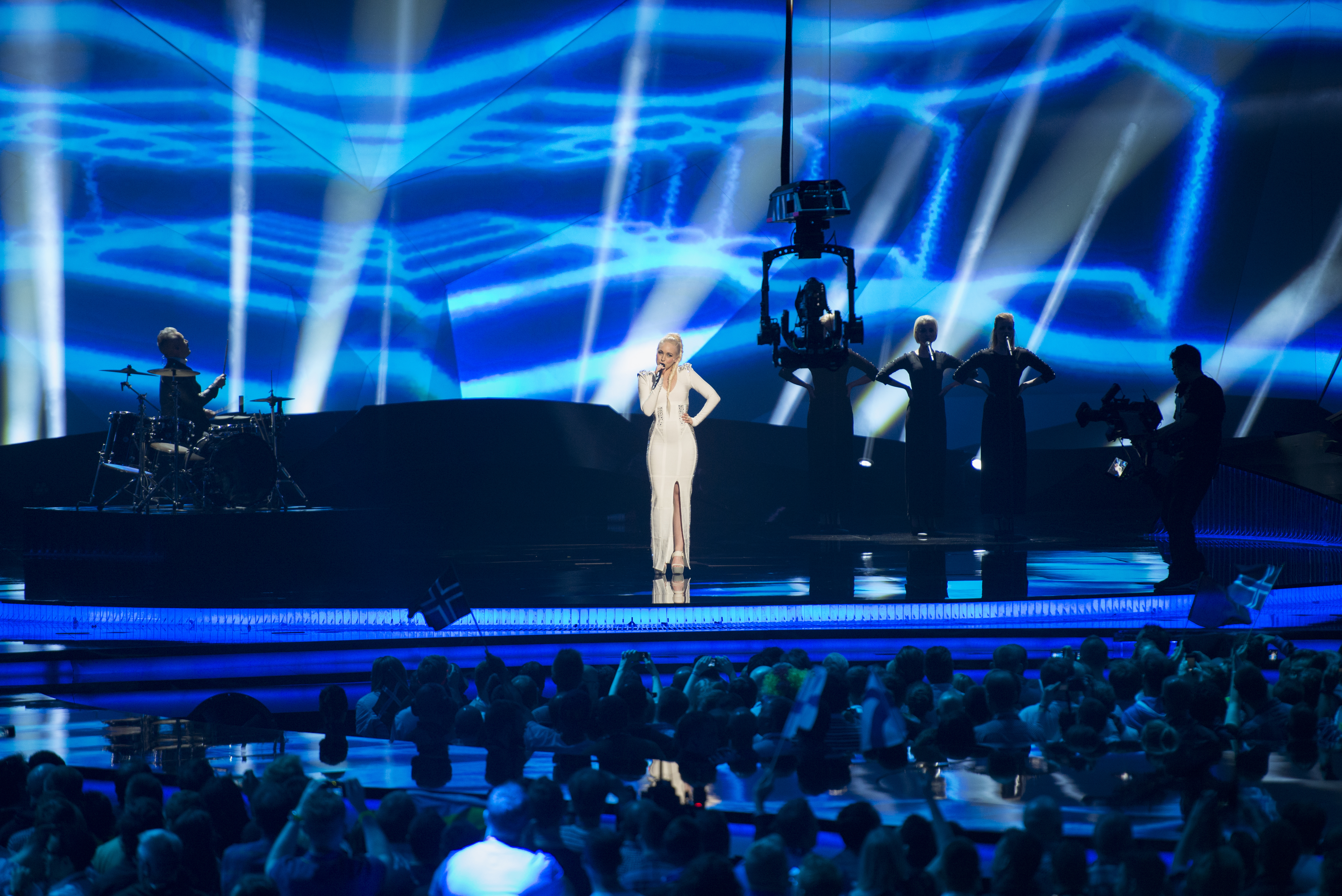
La delegación de Noruega durante un ensayo previo al Festival de 2013

Tradicionalmente, las delegaciones llegaban el domingo anterior al festival, dando comienzo los ensayos el lunes por la mañana. Sin embargo, con la introducción del sistema de semifinal desde 2004 y el de dos semifinales desde 2008, las delegaciones comienzan a llegar el segundo fin de semana previo al festival. Los países que se presentan en las semifinales ensayan durante una semana entera, desde el primer domingo hasta el siguiente, con dos periodos de ensayo, ambos de 40 minutos, por cada país. Los países que participan directamente en la final ensayan la tarde del sábado y del domingo, de tal manera que el lunes de la semana de eurovisión, todas las delegaciones ya han pasado por el escenario.

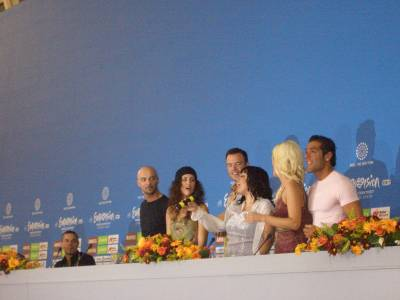
La delegación de Suiza durante una conferencia de prensa en 2006.

Después de que un país culmina su ensayo, la delegación se reúne con el director de arte del espectáculo en una habitación. Aquí observan grabaciones de los ensayos que acaban de realizar y discuten temas como el ángulo de la cámara, la iluminación y la coreografía, todo para lograr el máximo efecto estético en televisión. En este punto el líder de la delegación ya debió de haber informado a los organizadores del evento de si se necesita algún requerimiento especial para su presentación. Después de la reunión, la delegación ofrece una conferencia de prensa a los corresponsales acreditados por cada radiodifusora participante. Los ensayos y las conferencias de prensa son llevadas a cabo inmediatamente, de manera que mientras un país ensaya, otro se encuentra en su conferencia de prensa. Un resumen de las preguntas y respuestas ofrecidas durante estas conferencias es producida por una imprenta local y distribuida por los medios de comunicación.
La tarde del día previo a cada una de las dos semifinales se llevan a cabo dos ensayos generales con vestuario, en el último el panel de jurados de cada país participante emite su voto que representa solo el 50 % de la votación final de dicha nación. En los últimos años estos ensayos están abiertos al público, con entradas de menor valor, y al final de los mismos se hace una selección falsa de los finalistas. Posteriormente, horas antes de que inicie cada semifinal, se realiza un último ensayo (martes y jueves). Una vez que se conocen los participantes clasificados para la final, tienen lugar dos ensayos con vestuario el viernes y un último ensayo el sábado por la mañana, antes de la gran final ese mismo día por la noche.

## Votación
El sistema de votación usado en el Festival ha cambiado durante el paso de los años. El sistema moderno se implantó en 1975 y es una adaptación del recuento Borda. Los países otorgan doce puntos a su canción favorita, diez a la segunda, y sucesivamente ocho puntos, siete y hasta un punto. Históricamente, los puntos eran dados por un jurado interno, pero en 1997 cinco países (Austria, Suiza, Alemania, Suecia y Reino Unido) experimentaron con el televoto, dando al público de aquellos países la oportunidad de votar por su canción favorita. El experimento fue un éxito, y desde 1998 todos los países son alentados a utilizar el televoto cuando sea posible, lo que les permite obtener ingresos extras por las votaciones a través de números de tarificación adicional. Un jurado de reserva es utilizado por cada país para el caso de que el televoto no puede llevarse a cabo, como por no retransmitir el festival (lo que sucedió en Países Bajos en 2000 que tuvo que suspender la retransmisión del festival para informar del desastre de Enschede; y en España en 2009 que no retransmitió la semifinal que le correspondía), o el sistema de televoto falle (lo que sucedió en 2003 en Irlanda y en 2009 en Hungría y Noruega), o el país no reciba a través del televoto el número de votos mínimo para validar los resultados (lo que ha sucedido varios años en Mónaco, Albania, Andorra y San Marino).
Desde 2001 todos los países tienen que utilizar el sistema de televoto, salvo por problemas técnicos de la infraestructura o por fallo del sistema, pero hasta 2003, todos los países deben utilizar el sistema mixto de televoto y jurado, con un peso del 50 % cada uno. Desde 2002, también es posible votar a través de SMS. Cualquiera que sea la forma de expresar su voto, ningún país puede votar por su propia canción.
A partir de 2009 se lleva a cabo otra técnica diferente, en la cual el 50 % de los votos es dado por el televoto y el otro 50 % los otorga un jurado profesional para paliar el «efecto diáspora», por el cual en la mayor parte de los países la población inmigrante votaba masivamente por sus países de origen, lo cual venía afectando a los países occidentales (en 2006, solo dos países occidentales entraron en el top diez, en 2007 ninguno y en 2008 apenas uno). En 2010 era posible votar al comenzar la canción que se representaba en primer lugar hasta que se cancelaran las líneas, pero en 2012 se volvió a implantar el que solamente se pueda votar después de las canciones. Además, se limitó a 20 las llamadas por número.
En 2013 se introdujo una aplicación para dispositivos móviles, desde la cual los usuarios podían ver detalles de las canciones y artistas participantes, además de poder emitir votos. Se sumaba así ésta tercera opción de votación junto al televoto y el voto vía SMS. La aplicación era disponible tanto para iOS en el App Store como para Android en Google Play.

### Presentación de los votos
Después de que el acto intermedio ha finalizado y que todos los puntos han sido calculados, los presentadores del programa llaman a cada país para dar a conocer los resultados de las votaciones. Antes de 1994 los resultados eran dados por teléfono, subiendo el volumen del sonido para que pudiera ser escuchado por todo el auditorio y en la transmisión por televisión. Hubo una excepción en el periodo 1971-1973, los jurados eran llevados al país del certamen y en imagen iban mostrando los puntos en pantalla mediante cartulinas numeradas. Con la llegada de transmisiones satelitales más confiables, desde 1994 los resultados son dados por portavoces que transmiten vía satélite una señal de televisión desde las instalaciones de cada radiodifusora en su país de origen. A menudo, los portavoces aparecen delante de un fondo en el que se observa algún paisaje o monumento característico de cada país. Los portavoces también dan un pequeño mensaje en agradecimiento a los organizadores por el espectáculo de esa noche, antes de dar la votación de su país, lo cual se ha convertido en una especie de tradición con el paso de los años.

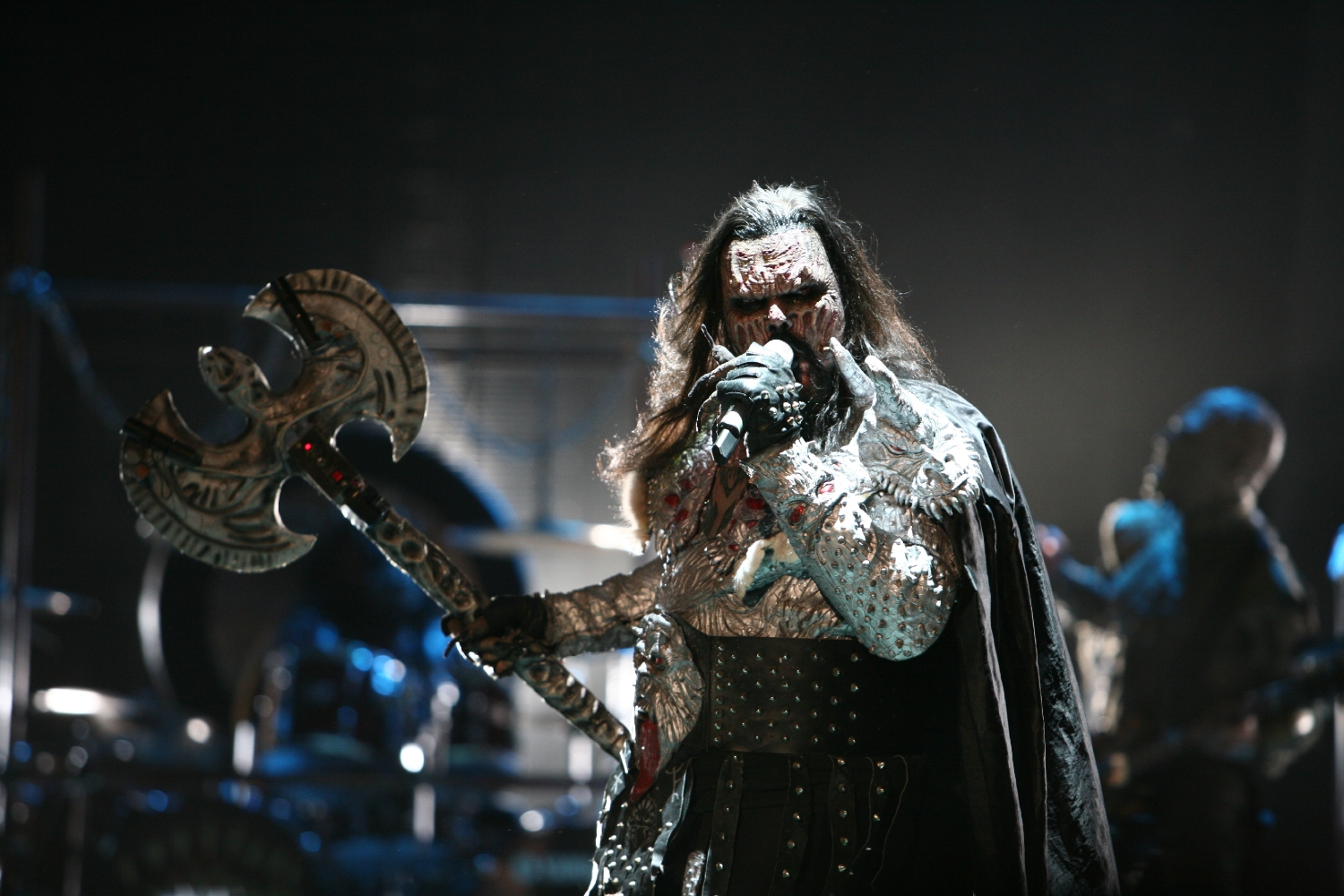
Lordi, grupo ganador de Eurovisión 2006 con 292 puntos por Finlandia

En la primera edición del festival, en 1956, no hubo votaciones telefónicas, sino que un jurado eligió directamente al ganador del concurso. En 1957 se implantó el sistema de voto por teléfono de cada país. Entre este año y 1974 hubo muchos sistemas de votación diferentes. Entre 1957 y 1961, después entre 1967 y 1970, y por último en 1974, cada país tenía un jurado de diez miembros, y cada miembro tenía un punto que podía otorgar a una única canción, la que considerara su favorita salvo la de su propio país, esto daba diez puntos por jurado que podían repartirse en cualquier combinación. En 1962 se cambió el sistema, cada jurado escogía sus tres canciones favoritas y les daba desde uno hasta tres puntos. Este sistema se extendió en 1963 a cinco canciones, que recibían desde uno hasta cinco puntos. Entre 1964 y 1966, se estableció que cada jurado tenía nueve puntos que podía repartir de tres formas, o bien los nueve puntos a una sola canción, o bien seis y tres puntos a dos canciones, o lo más habitual, cinco, tres y un punto a sus tres canciones favoritas. Entre 1971 y 1973, cada país aportaba un jurado de dos miembros, uno mayor de 25 años y el otro menor, con al menos diez años de diferencia entre ambos, y todos los jurados desde una sala en el propio país organizador otorgaban desde uno hasta cinco puntos a cada una de las canciones salvo la suya propia. En 1974 se da la circunstancia de que se iba a emplear un sistema como el de los tres años anteriores pero con jurados de diez miembros en vez de dos, y dando los votos por teléfono en lugar de presencialmente, hasta que se comprobó durante los ensayos que el tiempo de votación se alargaba excesivamente de esta forma, con lo que, con un margen de dos semanas, la BBC, organizadora aquel año, decidió unilateralmente volver al sistema de votación de 1970, algo que provocó numerosas protestas entre los participantes. En 1975 aparecería el sistema de puntuación que ha llegado hasta nuestro días: cada país escoge sus diez canciones favoritas y le da doce puntos a la favorita, diez a la segunda, y desde ocho hasta uno a las siguientes.
Por otra parte, entre 1957 y 1979, los puntos eran otorgados en el orden en que habían actuado los países. Así era posible que un jurado diera cinco puntos a un país y dos al siguiente, por ejemplo. Las comunicaciones telefónicas no eran muy buenas y eso hacía que a veces sugieran problemas desde la sede del concurso para entender al jurado, a veces llegando a otorgarse cantidades de puntos incorrectas o a países incorrectos si el presentador no repetía correctamente los votos. Los casos más graves se dieron en 1976, cuando un país se quedó con una puntuación incorrecta, y nadie se dio cuenta hasta después del festival, y en 1979 cuando el presentador otorgó por error en la última votación diez puntos a dos países diferentes, y con la vorágine del público por la victoria del país organizador tampoco nadie se dio cuenta de corregirlo. Desde 1980 hasta la actualidad se pasó a puntuar en orden ascendente de uno a ocho, diez y doce puntos para una mayor claridad.
Los votos son expresados por el portavoz en inglés o francés, idiomas oficiales de la UER, y el presentador los debe repetir en el idioma contrario (entre 1967 y 2002, los repetía en ambos idiomas, primero el utilizado por el portavoz y después el contrario), lo cual ha dado fama a la frase douze points exclamación con la cual el presentador repite el último país de la votación en francés, ya que al utilizar la mayoría de los portavoces el inglés, el presentador suele repetir los votos en francés.
A medida que el número de países participantes aumentaba, en 2006 la UER decidió comenzar a ahorrar tiempo durante la presentación de los votos, ya que gran parte del tiempo ocupado durante la votación era por otorgar punto por punto a cada país. A partir del festival de 2006 los puntos del uno al siete fueron simplemente mostrados en la pantalla de manera rápida, y los portavoces se limitaron a revelar el país que obtenía ocho, diez y doce puntos.
La votación es controlada por un observador de la UER, quien es responsable de asegurarse que cada punto sea otorgado al país que le corresponde. El observador recibe los votos de cinco países al mismo tiempo, para evitar que algún país cometa trampa o un voto táctico, es decir, que un país al ver que es superado por otro, decida cambiar su votación para obtener ventaja.

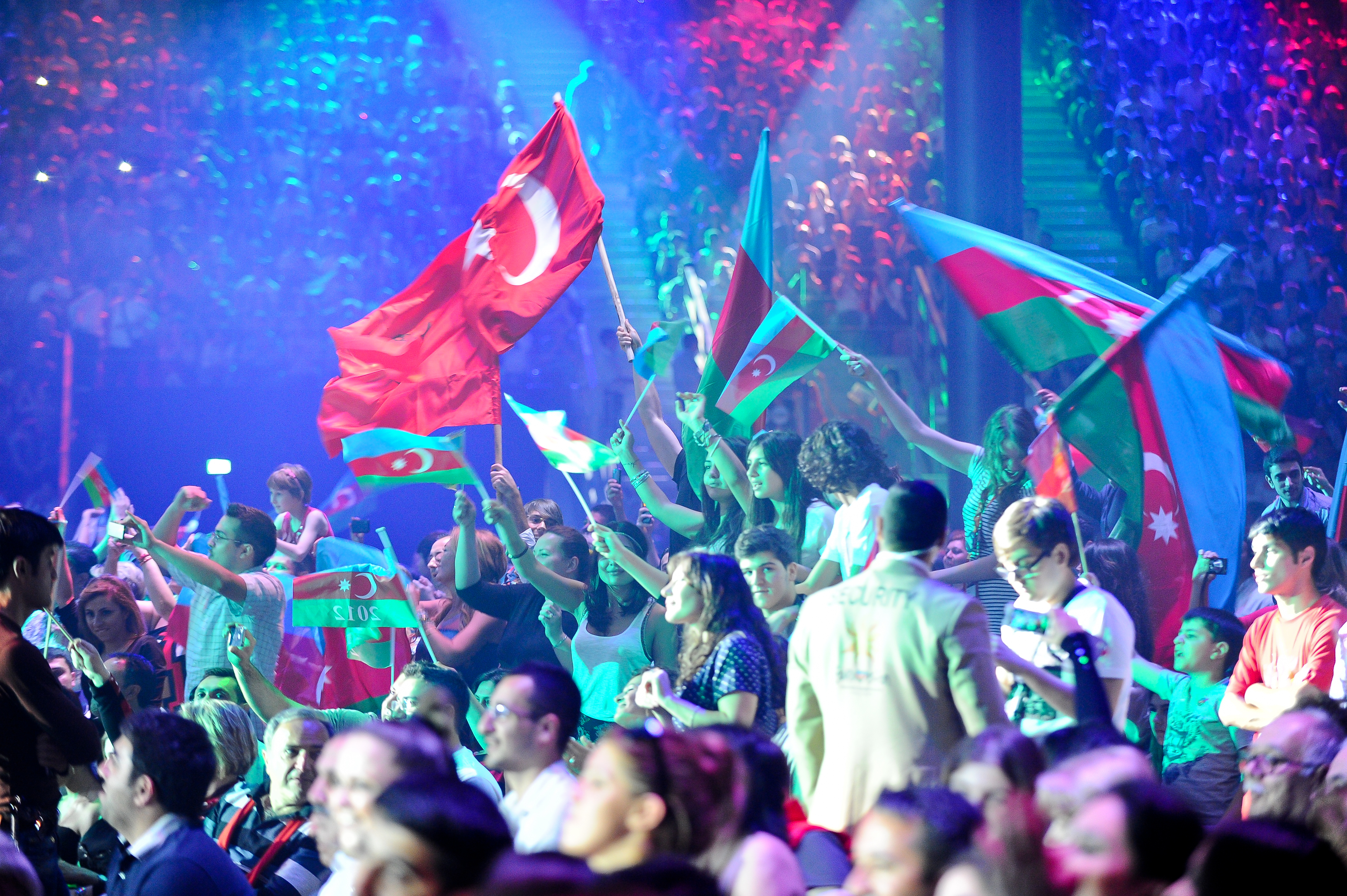
Eurovisión es considerado uno de los eventos más importantes del mundo

Desde 1957 hasta 1962, los países eran llamados por orden inverso al de actuación. Desde 1963 hasta 2003 salvo 1974 (en que el orden de votación fue aleatorio), los países eran llamados en orden en el cual su canción había sido presentada. Desde 2004, el orden de los países tuvo que ser cambiado, debido al hecho de que los países que no clasificaron a la final aún tenían el derecho de votar. En 2004, los países fueron llamados en orden alfabético (de acuerdo a su código ISO). En 2005, los votos de los países que no se presentaron a la final fueron los primeros en ser otorgados, de acuerdo al orden de aparición en la semifinal; posteriormente los países finalistas fueron llamados en orden de aparición de la final. Entre 2006 y 2010, un sorteo por separado define el orden en que los países presentan sus votos, y desde 2011, un ordenador se encarga de elaborar un orden de votación tomando como base la votación del jurado el día anterior en base al ensayo general, buscando siempre el orden de votación que permita una mayor emoción para el público.
En 2016 se realizó un cambio importante en las votaciones, en las cuales jurado y televoto otorgan puntos por separado. Primero aparece cada uno de los voceros de los países participantes, mostrando los votos del jurado de uno a diez puntos en pantalla y revelando el país ganador de los doce puntos. Posteriormente, los presentadores revelan los resultados del televoto: De manera rápida de las posiciones 26ª a la 11ª, y país por país a los diez más votados por el público. Este cambio tiene como objetivo generar mayor emoción en la audiencia y no revelar el vencedor sino hasta el final de la gala, evitando saber de antemano el país ganador cuando aún faltan varios países por votar (Lo cual ha sucedido en muchas ocasiones).
En 2019 hubo otro cambio en las votaciones: Los votos del público o televoto fueron revelados en el orden en que habían quedado los 26 finalistas luego de anunciar los votos del jurado, desde la posición 26ª a la 1ª, en lugar de dar los resultados del televoto en el orden de puntaje del mismo, como había ocurrido en las últimas tres ediciones. Esto, con el fin de generar aún mayor expectativa y emoción.
En cuanto al marcador, desde 1957 hasta 1987, era presentado a un lado del escenario y los números se cambiaban manualmente. Entre 1957 y 1974 salvo 1971, los números estaban impresos en tablillas o rodillos que iban moviéndose mecánicamente para reflejar los votos, y en 1971 y entre 1975 y 1987, los números, eran electrónicos, estilo calculadora. En 1988 comenzaron a utilizarse marcadores 100 % informáticos, siguiéndose la votación en un videowall o en una gran pantalla. Entre 1988 y 2002, para mostrar el orden de clasificación había que mostrar el top cinco o bien parar la votación y reordenar los países por clasificación, mientras que durante la votación, los países estaban en todo momento en orden de actuación, iluminándose el nombre del país que iba en primera posición. Desde 2003 los países se reordenan dinámicamente por orden de clasificación según van recibiendo los votos, subiendo y bajando en pantalla en directo.

### Empates en primer lugar

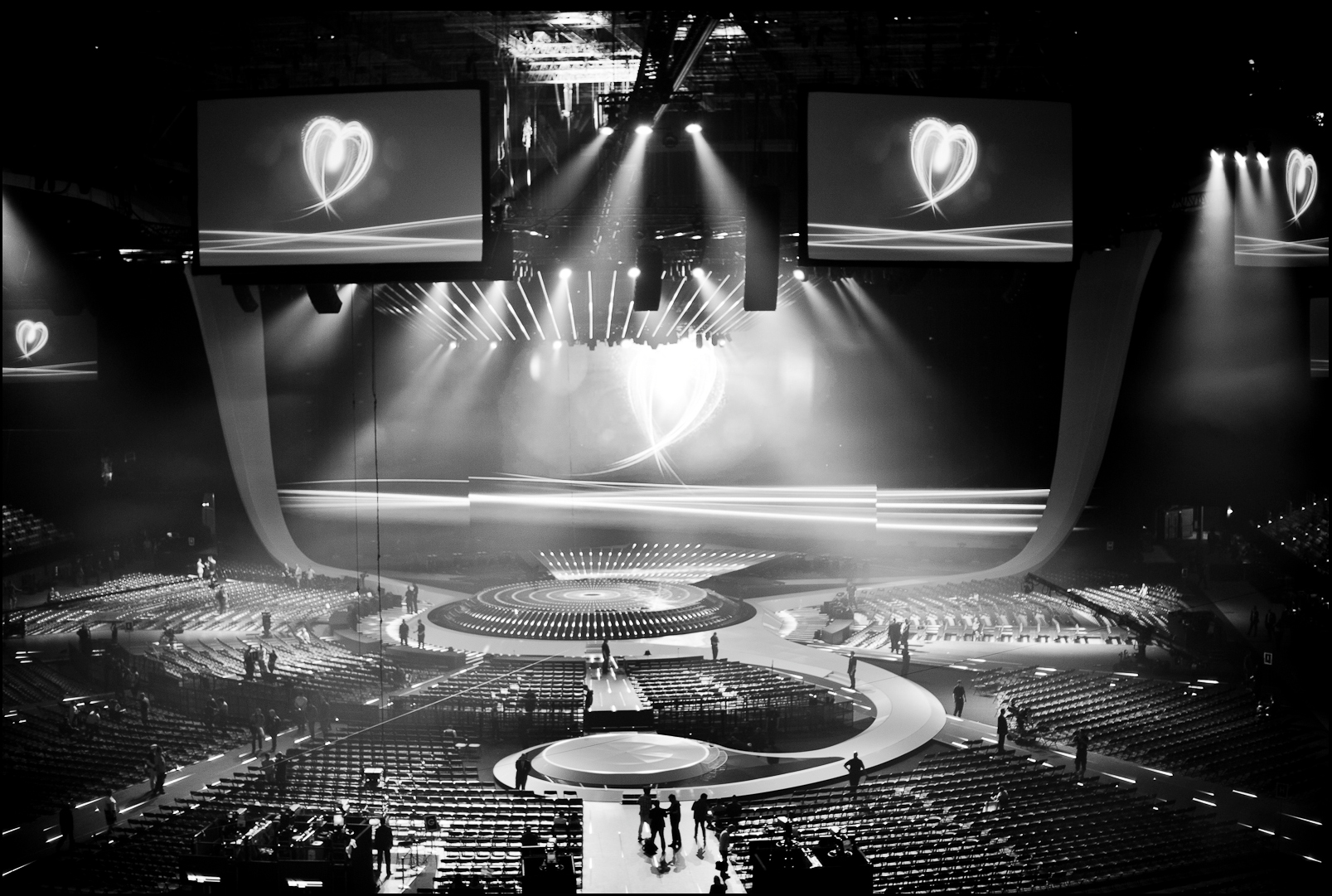
Escenario del estadio de Düsseldorf, en la edición de 2011

En 1969, no existía un sistema para el desempate, y cuatro países empataron en primer lugar con dieciocho puntos cada uno (España, Francia, Reino Unido y los Países Bajos) y fueron declarados los cuatro ganadores. Esto causó mucho descontento entre los países que no ganaron y hubo un intento por boicotear el festival. Austria, Finlandia, Suecia, Noruega y Portugal no participaron en el festival de 1970 como protesta por el resultado del año anterior, lo que llevó a la UER a implementar una regla en caso de empate que ha ido variando con el tiempo.
En 1970 se añadió la regla de que si dos o más canciones empataban en el primer lugar, tales canciones volverían a ser interpretadas y los jurados no implicados en el empate votarían a mano alzada qué canción se alzaría con el triunfo. Esta regla se mantuvo hasta 1989, ya que tras el escaso margen de un punto por el que Suiza ganó a Reino Unido en 1988 la UER se dio cuenta de que con el reglamento en la mano un eventual empate podía comprometer la duración del programa. Así, se estableció que en caso de empate ganaría la canción que hubiera obtenido la mayor puntuación (doce puntos) de un mayor número de países, y de seguir el empate, se contarían las demás puntuaciones por orden. De este modo, se premiaba a la canción que gustaba más en términos absolutos entre los distintos jurados. Esta cláusula del reglamento se tuvo que aplicar en 1991 por el empate entre Suecia y Francia a 146 puntos.
En 2008 cambió el reglamento ante las acusaciones de bloques de países que se votaban por afinidades geolingüísticas. La UER estipuló que se tenía que deshacer cualquier empate, no solo el que se produjese en primer lugar. De este modo, en caso de empate tenía prioridad la canción votada por el mayor número de países, independientemente de que las puntuaciones otorgadas fuesen más bajas. De este modo se priorizaba a la canción que más había gustado en términos relativos. De persistir el empate, se recurría al conteo de los doce puntos obtenidos por cada canción y si aun así seguía habiendo empate, se contaban los países que otorgaron diez puntos, ocho puntos y así sucesivamente. En caso de no lograr desempatar (lo que implicaría que ambas canciones han recibido iguales puntuaciones hasta llegar a un punto) todas las canciones empatadas serían declaradas ganadoras ex aequo. En caso de que un empate ex aequo se produjera en posición de corte en la semifinal, por ejemplo dos canciones en décima posición, tendrían preferencia en el pase a la final las canciones interpretadas en primer lugar.
A partir de 2016, con la implementación del sistema de veinticuatro puntos (cada país concede dos escalados de puntos, uno del televoto y otro del jurado), en caso de empate lo primero que se contabiliza es el número de televotos recibidos por una canción u otra, después el número de países que han votado por una u otra y a continuación el cómputo de recepción de doce puntos, diez puntos, etc. Si persiste el empate, tiene prioridad el orden de actuación de las canciones.
Hasta 2021, la única ocasión desde 1969 en que varios países obtuvieron la misma cantidad de puntos fue en 1991, cuando Francia y Suecia obtuvieron 146 puntos. En aquel año se comenzó por contar cuántos países les habían dado los doce puntos, el empate siguió ya que Francia y Suecia habían recibido los doce puntos de cuatro países. Sin embargo, cinco países le habían dado a Suecia diez puntos, y Francia solo había recibido diez puntos de dos países, por lo cual Suecia fue declarada la nación ganadora.

## Reglas

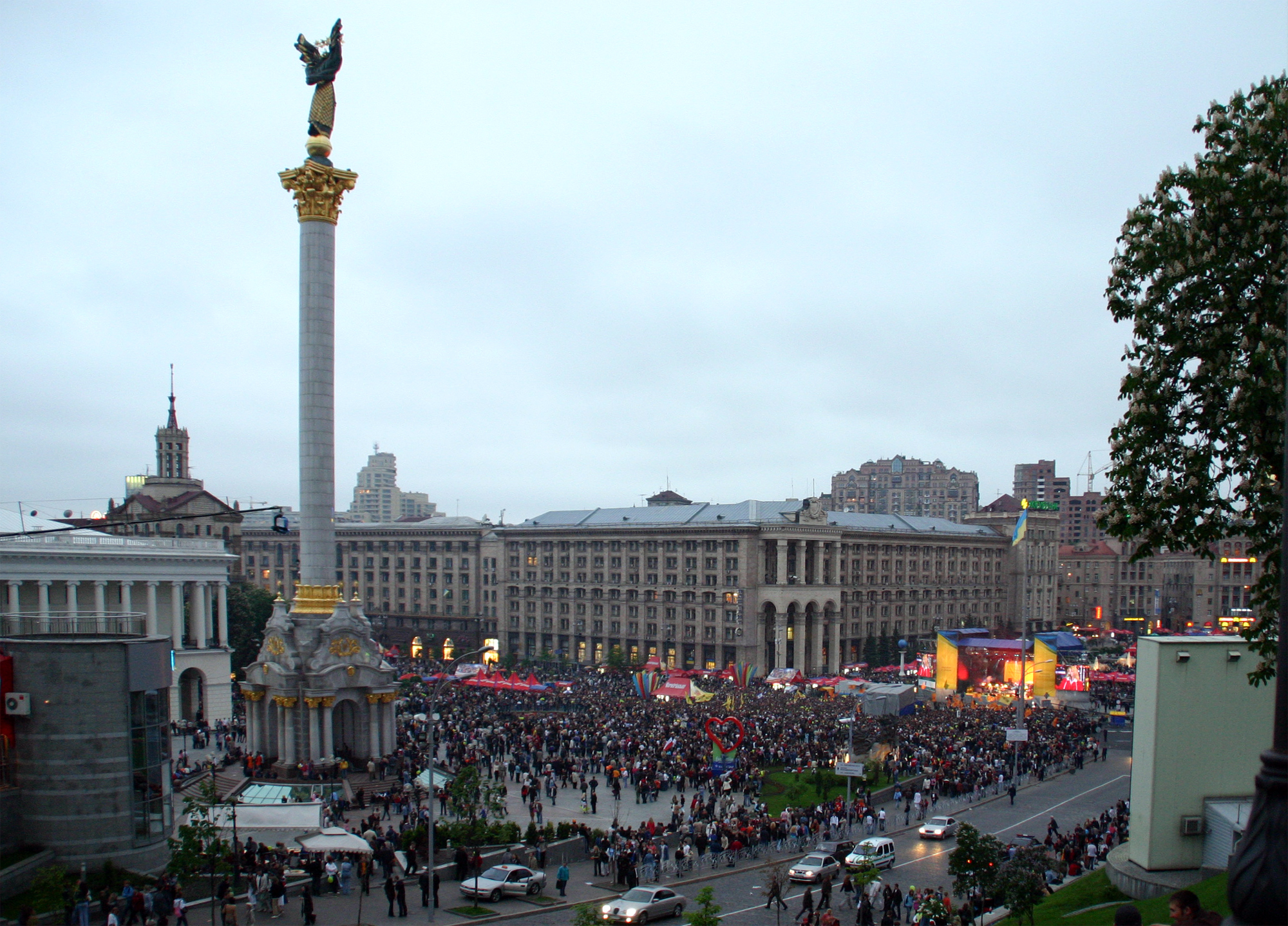
Miles de personas siguen el festival desde diferentes fiestas en la calle, como en 2005 en Kiev o anualmente en la ciudad de Hamburgo

Cada año la UER crea un nuevo reglamento para el Festival de Eurovisión. Aunque los reglamentos constan de numerosas reglas, estas se refieren principalmente a los plazos y fechas límites para que una radiodifusora entregue a la UER la versión final de la canción que le representará. No obstante, existen otras reglas que son importantes y que han variado mucho o poco con el paso de los años, entre las que se encuentran las siguientes:

### Reglas para la selección de la sede
En 1958 fue decidido que desde entonces el país ganador sería la primera opción para ser considerada la sede del festival el año siguiente. El ganador del festival de 1957 fueron los Países Bajos, y la televisión neerlandesa aceptó la responsabilidad de organizar el festival de 1958. Desde entonces, el festival se ha celebrado en el país que ganó el año anterior, salvo algunas excepciones:
- 1960: fue organizado por la BBC en Londres cuando los Países Bajos declinaron debido a los costes. El Reino Unido fue elegido como sede debido a que finalizó en segundo lugar en el festival de 1959.[38]
- 1963: fue organizado por la BBC en Londres cuando Francia declinó debido a los costes. Aunque el Reino Unido quedó en cuarto lugar en 1962, Mónaco y Luxemburgo (quienes quedaron en segundo y tercer lugar) también declinaron.[38]
- 1972: fue organizado por la BBC en Edimburgo cuando Mónaco no pudo proveer de una sede adecuada, así la televisión monegasca invitó a la BBC a organizar el siguiente festival debido a la experiencia que ya tenía.[38]
- 1974: fue organizado por la BBC en Brighton cuando Luxemburgo declinó debido a los costes. La BBC se convirtió en la sede en caso de que el país ganador declinara.[45]
- 1980: fue organizado por la radiodifusora neerlandesa NOS en La Haya cuando Israel declinó debido a los costes, y el hecho de que el día escogido para llevar a cabo el festival (19 de abril) coincidía con el Día del recuerdo del Holocausto de ese año. La televisión neerlandesa se ofreció para organizar el festival después de que varias radiodifusoras (incluyendo la BBC y TVE) rechazaran ser la sede.[38]
- 2023: fue organizado en el Reino Unido, ya que en julio de 2022 la BBC confirmó que lo organizaría habiendo quedado segundo en la precedente edición, cuyo certamen ganó Ucrania. Frente a la invasión del país por Rusia y la inseguridad se decidió organizar el concurso en otro lugar.

La mayoría de las declinaciones se debían a que aquellas radiodifusoras ya habían organizado el festival en años anteriores. Entre 1981 y 2024, exceptuando la edición de 2023, todos los festivales se han celebrado en el país triunfador del año anterior. En 1994, Irlanda se convirtió en el primer y único país en organizar el festival dos años consecutivos, y al año siguiente rompió la marca con una tercera organización consecutiva. En 1969, ganaron cuatro países, España, Reino Unido, Países Bajos y Francia, por lo que la sede de 1970 se decidió por sorteo entre estos cuatro países, resultando elegida en dicho sorteo Países Bajos.

### Reglas sobre la música en directo

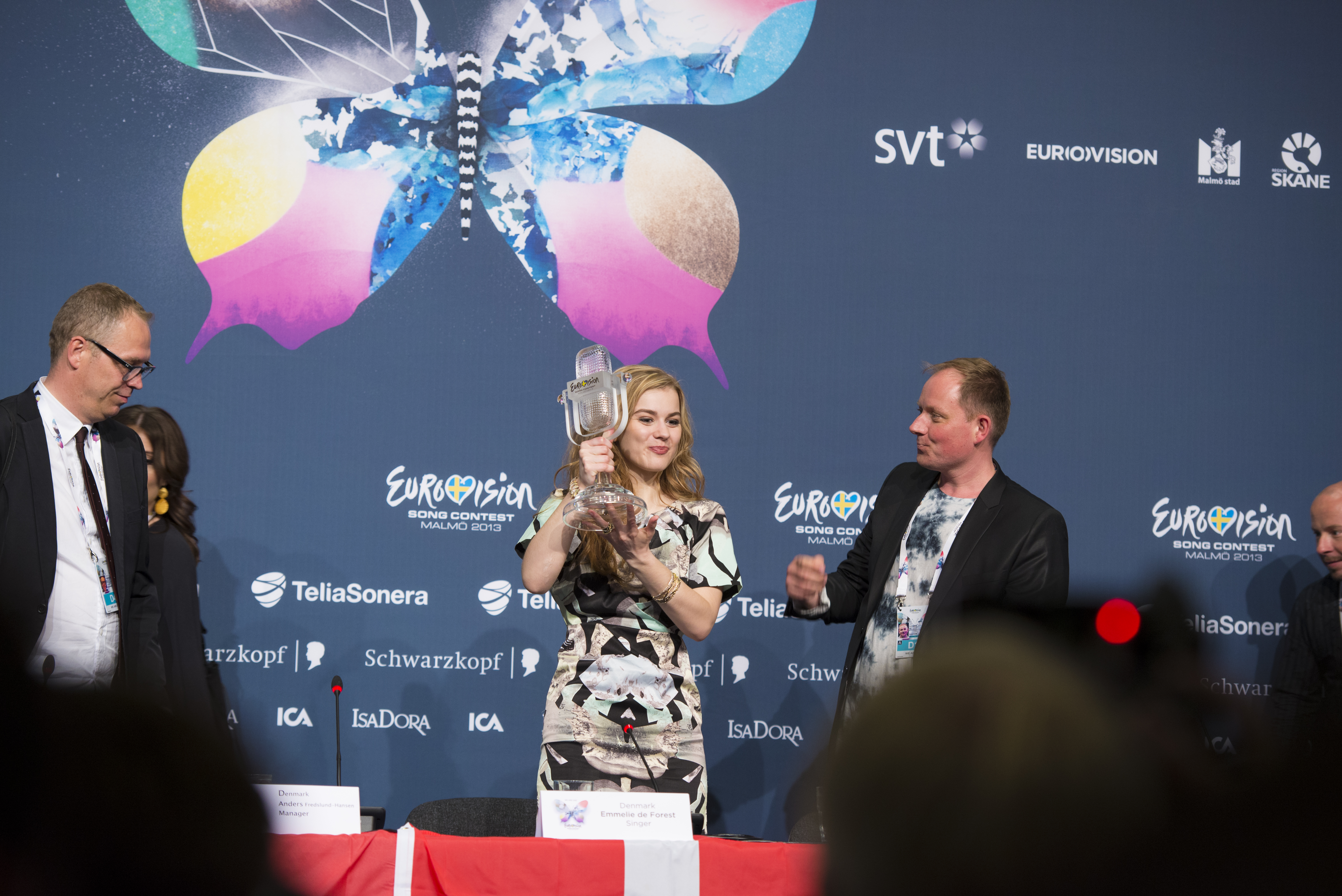
Emmelie de Forest, ganadora de Eurovisión 2013, por Dinamarca.

Todas las voces, tanto de intérpretes principales como de coros, deben ser cantadas en vivo, las voces no están permitidas en las pistas de fondo. En 1999, la canción que representaba a Croacia contenía varios sonidos en su pista de fondo que sospechosamente sonaban como voces humanas. La delegación croata aseguró que en ella no existían voces humanas, y que solo eran sonidos hechos a base del sintetizador. No obstante, la EBU decidió que habían quebrantado la esencia de la regla, y le descontaron el 33 % de los votos, lo que se entendía perjudicaría su clasificación para los años próximos, que en aquella época se hacía con la media de las cinco participaciones anteriores, aunque con el cambio del reglamento de clasificación en 2001, la sanción perdió su poder a los dos años de su implantación.
Desde 1956 hasta 1998, era necesario que la nación sede contratara una orquesta para uso de los participantes. Hasta 1972, toda la música que se requería tenía que ser tocada por la orquesta, o bien con instrumentos interpretados en directo por los participantes (guitarras, baterías, etc). Desde 1973, las pistas de fondo fueron permitidas, aunque el país anfitrión todavía estaba obligado a contratar una orquesta en caso de que un participante la necesitara. En 1979, la canción italiana se convirtió en la primera de la historia que llevó toda la música pregrabada. Sin embargo, si una pista de fondo era utilizada, todos los instrumentos que se escucharan en ella deberían estar presentes en el escenario. Debido a esto, por ejemplo, aparecieron ordenadores en escena durante la actuación de Reino Unido en 1996. En 1997 este requisito se anuló.
En 1999 las reglas fueron modificadas de modo que los organizadores del evento no estuvieran forzados a contratar una orquesta, aunque podían hacerlo si así lo deseaban. Los anfitriones de ese año, la IBA de Israel, decidieron no usar una orquesta para ahorrar fondos, y la edición de 1999 se convirtió en el primer festival en el que todas las canciones fueron interpretadas con una pista de fondo. Desde entonces, no se ha vuelto a utilizar una orquesta en vivo en el festival. Desde 2004, el reglamento prohíbe expresamente la música instrumental en directo, haciendo énfasis en el hecho de que no está permitido conectar micrófonos de ningún tipo a los instrumentos musicales que se lleven de atrezo al festival.

### Reglas sobre el idioma

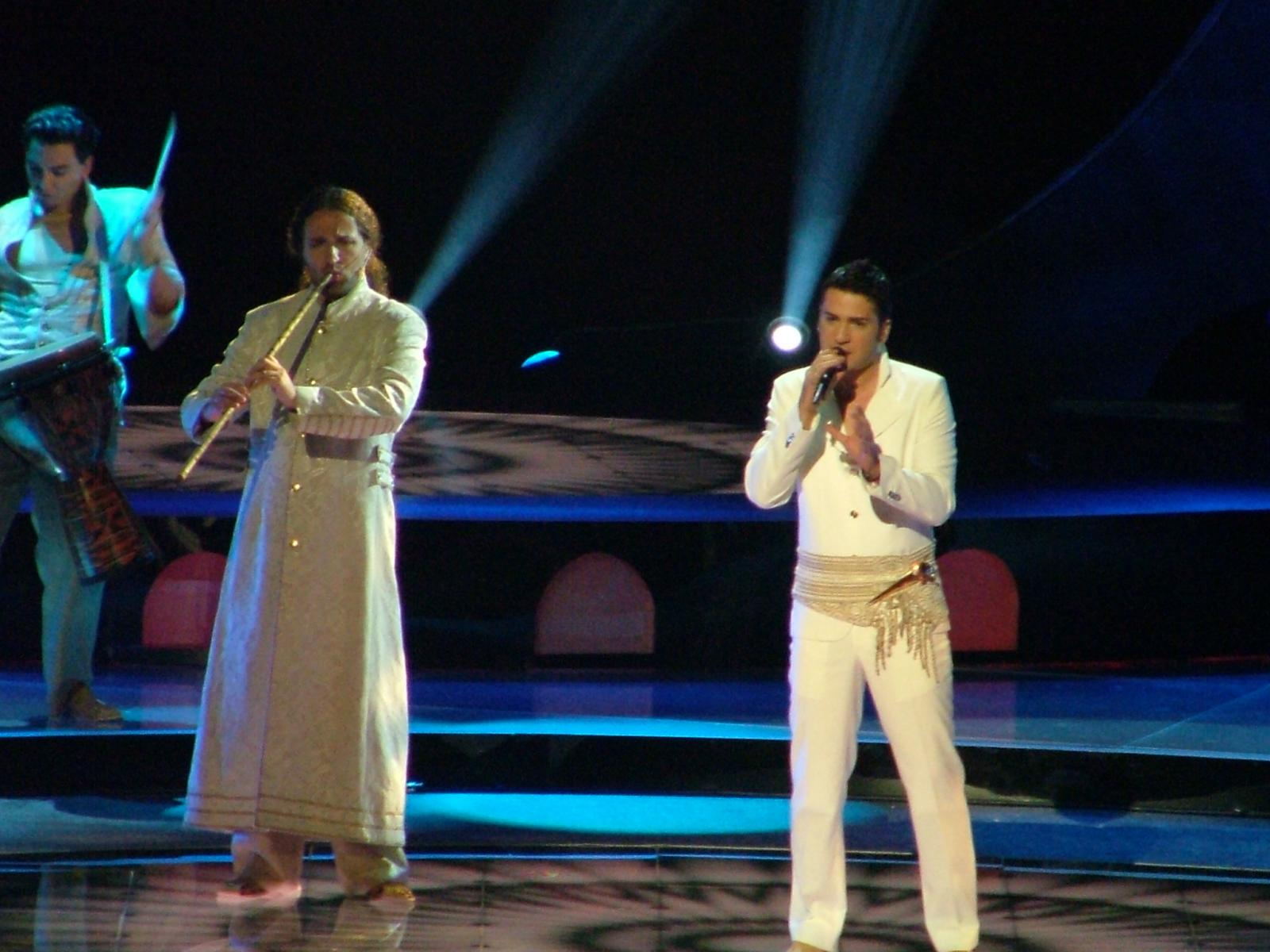
Željko Joksimović representante de Serbia y Montenegro en la edición de 2004 con la canción «Lane Moje». La canción fue interpretada en serbio.

La regla sobre el idioma en que las canciones deben ser interpretadas ha cambiado varias veces. Desde 1956 hasta 1965, no había regla que restringiera los idiomas usados en las canciones. Sin embargo en 1966, se impuso la regla de que todos los temas deberían cantarse en alguno de los idiomas oficiales del país participante. Esta regla siguió hasta 1973, cuando se permitió de nuevo usar cualquier lengua para interpretar una canción. Así, los ganadores de los siguientes dos años, Suecia en 1974 y los Países Bajos en 1975, pudieron ganar con una canción interpretada en inglés.
En 1977, la UER decidió implantar de nuevo la norma sobre la restricción del idioma. Sin embargo, se tuvo que hacer una excepción con Alemania y Bélgica debido a que ya habían elegido el tema que los representaría ese año. En 1999, la regla fue de nuevo anulada y hasta el momento no existe ninguna regla sobre la lengua de las canciones. Incluso se pueden utilizar idiomas artificiales como fue el caso de las entradas de Bélgica en 2003, «Sanomi» y en 2008, «O julissi na jalini» y la entrada neerlandesa de 2006, «Amambanda».
Hay países como Serbia, Italia y España que en su preselección actual establecen como norma que las canciones candidatas a representar al país deben ser interpretadas total o parcialmente en el o alguno de los idiomas nacionales oficiales del correspondiente país.

### Reglas sobre la transmisión
Cada televisora participante está obligada a transmitir el evento en su totalidad en directo, incluyendo todas las canciones, la votación y la repetición. Solo se puede cortar la emisión para publicidad, para las emisoras que emitan spots publicitarios, en los espacios designados a ello por la organización, tradicionalmente cinco minutos durante el intermedio previo a las votaciones. Desde 1999 se estableció un espacio para publicidad a mitad de las canciones, y desde 2002 otro a mitad de las votaciones, en esos lapsos, la organización emite otros contenidos que solo ven las emisoras que no cortan para publicidad.
Desde la introducción de las semifinales, la regla ha conocido algunas variantes. En 2004, solo se obligó la emisión de la semifinal a los semifinalistas, lo que provocó que dos países finalistas no emitieran la semifinal. De 2005 a 2007, todos los países fueron obligados a emitir los dos programas, participaran en ellos o no. Desde 2008, con la introducción de las dos semifinales, todos los participantes deben emitir la final y la semifinal en la que ellos participen, y los finalistas directos (organizador y el Big Five) deben emitir la semifinal en la que ellos vayan a votar, que se decide por sorteo. Además de la semifinal y la final obligatorias, todos los participantes tienen derecho a emitir la semifinal que no les toca, sea en directo o en diferido.
Esta regla ha conocido algunas violaciones. En 1978, en la parte final de las votaciones, cuando la victoria de Israel parecía inminente, la televisión jordana cortó la transmisión y comenzó a mostrar fotografías de flores. Después de esto, la prensa de Jordania rehusó reconocer el hecho de que Israel había ganado y anunció que el ganador fue Bélgica (que quedó en segundo lugar).
En 2005, Líbano intentó participar en el festival. Sin embargo, las leyes libanesas no reconocen a Israel como Estado y, como consecuencia, la televisión libanesa intentó no transmitir la presentación israelí. La UER le informó que este acto iba en contra del reglamento. Finalmente, Líbano voluntariamente decidió abandonar el certamen pero después de haber realizado formalmente su inscripción, lo que originó que fuera multado económicamente y vetado del festival por un periodo de tres años, y desde entonces no han intentado volver a entrar al concurso.
En 2009, mediante sorteo se decidió que España (finalista directo por ser miembro del Big 5) votaría en la primera semifinal. No obstante, dos semanas antes el ente público solicitó votar en la segunda semifinal, petición a la que accedió la UER. Pero, a pesar de ello, tampoco emitieron en directo la segunda semifinal para transmitir en su lugar un partido de tenis, sino hasta una hora y media después de retraso; lo que provocó una sanción económica por parte de la UER.

### Otras reglas notables
- En el primer festival, en 1956, no había límite de tiempo para las canciones. En 1957, un tiempo de tres minutos y medio fue sugerido, aunque no de forma vinculante. Desde 1962 y hasta la actualidad, el tiempo se redujo a tres minutos con carácter obligatorio, bajo pena de descalificación si se sobrepasaba esta duración, aunque no es raro que algunas se excedan por unos pocos segundos. Actualmente, muchas de las canciones participantes tienen también una versión más larga.[7]
- Hasta 1989, no existía ninguna restricción en la edad de los intérpretes. El primer niño en competir fue Jean Jacques Bertolai en 1969. Diez años más tarde, España llevó un coro de niños. Dinamarca en 1985 también llevó un corista infantil. En 1986, ganó una niña de trece años, Sandra Kim, y en 1989 Israel y Francia presentaron niños al festival, lo que motivó que en 1990 se estableciera que los intérpretes debían cumplir como mínimo dieciséis años en el año del festival en curso. Con la llegada del Festival de Eurovision Junior en 2003, se estableció que los dieciséis años debían estar ya cumplidos antes de la primera de las semifinales del festival en curso.
- No hay restricciones por parte de la UER sobre la nacionalidad de los intérpretes ni los compositores, de hecho, algunos ganadores no nacieron en el país que representaron. Sin embargo, cada radiodifusora tiene permitido fijar sus propias reglas sobre la nacionalidad.[17]
- En 1956 no había ninguna limitación en el número de personas que podían salir a escena. Entre 1957 y 1970, solo se permitía participar a solistas y dúos, pudiendo ser acompañados desde 1963 por un coro de hasta tres personas. Desde 1971, solo se permiten un máximo de seis personas en escena, sean intérpretes, coristas o cualquier bailarín o figurante.[17]
- La presentación y/o las letras de una canción no deben de ir en contra de «la reputación del festival», ni pueden contener consignas políticas ni menciones publicitarias.[17]
- Desde 2008, no se permite la presencia de animales vivos en escena. Si bien nunca han aparecido animales en ninguna de las ediciones del festival, esta regla se implantó preventivamente al aparecer animales en algunas preselecciones de aquel año como una gallina en Bosnia y Herzegovina.

## Financiación y patrocinio
El certamen tiene tres fuentes de financiación: las tarifas que pagan las emisoras participantes, las contribuciones de la emisora y la ciudad anfitriona de ese año, así como con los ingresos procedentes de patrocinio, venta de entradas, televoto y merchandising. La tarifa que pagan las emisoras participantes (conocida como cuota de participación) no es la misma para todos, ya que se calcula en base al principio de solidaridad, por el cual las emisoras más fuertes soportan el mayor peso financiero. Es por eso que la tarifa que pagan las emisoras de ARD (Alemania), BBC (Reino Unido), France TV (Francia), RAI (Italia) y RTVE (España) es muy superior a la que pagan otras emisoras más pequeñas.
Desde la edición de 2020, el patrocinador principal del Festival de la Canción de Eurovisión es Moroccanoil, una empresa israelí que no tiene vínculos con Marruecos. Otros patrocinadores son Booking (desde 2021); EasyJet (desde 2023); Idealista(desde 2022) o Baileys(desde 2023).
En países como Reino Unido y Alemania se evita exponer los nombres ni la publicidad de los patrocinadores en las emisiones por televisión, ya que por ley, la BBC (Reino Unido) y ARD (Alemania) tienen totalmente prohibido emitir cualquier tipo de publicidad.

## Grupo de Referencia
El Grupo de Referencia es el comité ejecutivo del concurso, depende del comité de TV de la EBU siendo su misión la de controlar y dirigir el Festival de Eurovisión, por lo que entre sus tareas se incluyen:
- Aprobar el desarrollo y posibles cambios en el formato del ESC;
- Asegurar la financiación del concurso;
- Modernizar el formato y darlo a conocer;
- Controlar que se cumplan las normas;
- Supervisar la preparación anual por parte de la emisora anfitriona.

Está compuesto por diez miembros:
- Un presidente;
- El supervisor ejecutivo del ESC;
- Tres miembros elegidos entre los Jefes de Delegación por votación cada dos años;
- Dos miembros elegidos por el Comité de TV de la EBU;
- El productor ejecutivo de la edición en curso y los productores ejecutivos de las dos ediciones anteriores.

Estos diez componentes deben reunirse unas 5 veces al año e informar al resto de participantes sobre sus decisiones.
Los nombres de los miembros que componen el Grupo de referencia para el periodo 2025-2027 son: 
| Cargo y origen                      | Nombre              | Emisora  |
| ----------------------------------- | ------------------- | -------- |
| Presidente                          | Ana María Bordas    | RTVE     |
| Supervisor Ejecutivo del ESC        | Por Asignar         | UER      |
| Productor Ejecutivo 2024            | Ebba Adielsson      | SVT      |
| Productor Ejecutivo 2025            | Moritz Stadler      | SRG SSR  |
| Productor Ejecutivo 2026            | Michael Krön        | ORF      |
| Elección del comité de TV de la EBU | David Tserunyan     | AMPTV    |
| Elección del comité de TV de la EBU | Tomislav Štengl     | HRT      |
| Elección jefes de delegación        | Carla Bugalho       | RTP      |
| Elección jefes de delegación        | Claudia Van Der Pas | AVROTROS |
| Elección jefes de delegación        | Molly Plank         | DR       |

En la reunión de jefes de delegación celebrada en Basilea en marzo de 2025 fueron elegidos como miembros Carla Bugalho (RTP), Claudia Van Der Pas (AVROTROS) y Molly Plank (DR).
El suizo Bakel Walden, director de desarrollo y proyectos de la SRF dejó la presidencia en junio de 2025 tras abandonar su puesto en la SRF. Fue sustituido por la española Ana María Bordas, Directora de Originales de RTVE.
Tras la confirmación por parte de la ORF austriaca de la organización de la edición de 2026, su productor ejecutivo Michael Krön sustituye al productor ejecutivo de la edición de 2023.

## Expansión del festival

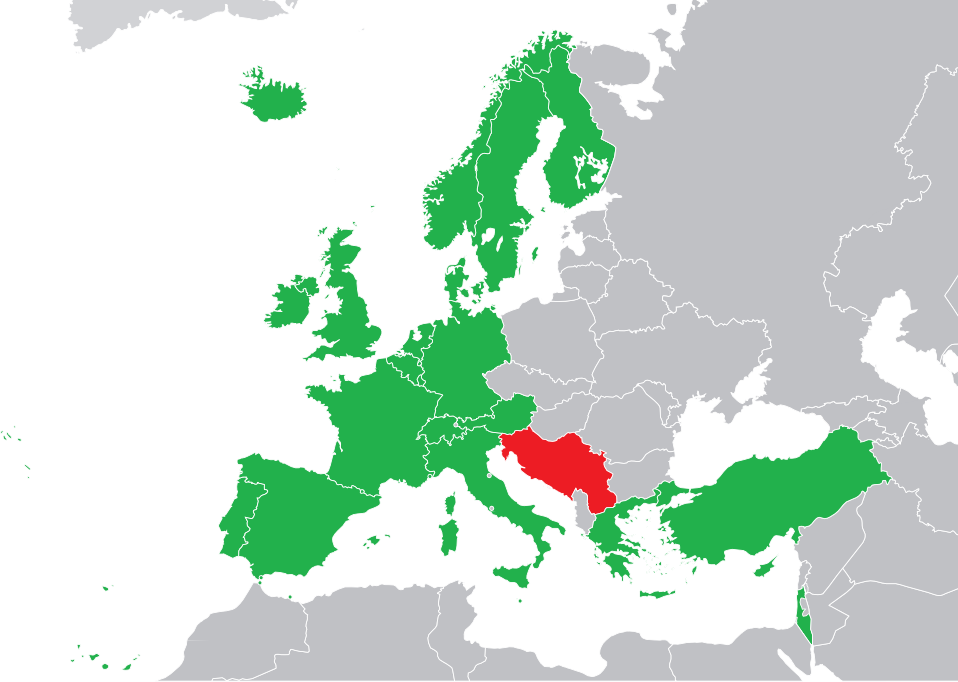
Participantes en Eurovisión 1992. En rojo Yugoslavia: 1992 fue el último año en que la nación participó bajo ese nombre.

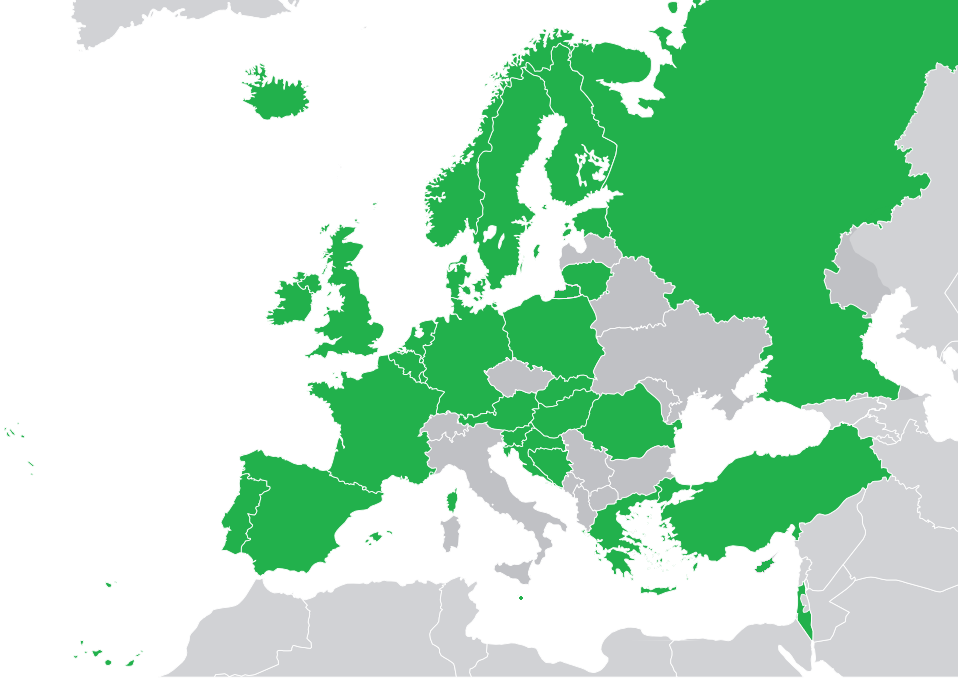
Participantes en 1994. La adición de los países del este y la separación de Yugoslavia, hicieron que año tras año el número de participantes aumentara.

Conforme pasa el tiempo, el número de participantes en el Festival de Eurovisión ha ido en aumento, desde solo siete participantes en 1956 a más de veinte para finales de la década de 1980. En 1993 había veinticinco países participando en el evento, incluyendo por primera vez a Bosnia-Herzegovina, Croacia y Eslovenia, que acababan de separarse de la antigua Yugoslavia. En 2007 Serbia debuta con triunfo en su primera participación en el festival. La edición que contó con más participantes fue la de 2008, con 43 países, alcanzándose el mismo número en la edición de 2011 y la edición de 2018. Cabe destacar que Australia a partir del año 2016 es un país con pleno derecho a participar en el Festival de Eurovisión dada la unanimidad de los organizadores en la votación, el éxito del país de Oceanía en la edición 2015 que participó como invitado alcanzando la quinta posición.
Debido al hecho de que el festival es un programa transmitido en vivo, un límite de tiempo razonable tuvo que ser impuesto para la duración del festival. En años recientes el límite sugerido era de tres horas, aunque a menudo se excedía este tiempo. En el 2005 el programa duró poco más de tres horas y media. Se estima que esta duración se mantenga para festivales siguientes.
Dado que la votación final se hacía interminable puesto que votan más de 40 países (todos, incluidos los eliminados en semifinales), en las últimas ediciones se ha optado por mostrar los siete primeros votos que de cada país de manera rápida y así el representante de cada país solo dice a quien otorga los ocho, diez y doce puntos. De esta manera, el Festival ha pasado a tener de nuevo un tiempo razonable de poco más de tres horas. Desde 2016, se muestran los votos del uno al diez, y el portavoz solo menciona los doce puntos otorgados por el jurado.

### Preselecciones y relegación

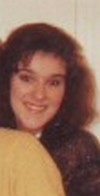
Céline Dion ganó el Festival de Eurovisión en 1988, representando a Suiza

En 1993, había más países que deseaban entrar al festival que tiempo razonable para transmitir todas las canciones. Desde entonces, varios sistemas de clasificación han intentado poner un límite al número de países participantes en el evento cada año. Así, el festival de 1993 introdujo dos nuevas características. Primeramente, una preselección fue celebrada en Liubliana en la cual los nuevos países pelearían por tres lugares para entrar al festival. Bosnia-Herzegovina, Croacia, Estonia, Hungría, Rumania, Eslovenia y Eslovaquia tomaron parte de Kvalifikacija za Millstreet; y las tres repúblicas de la antigua Yugoslavia —Bosnia-Herzegovina, Croacia y Eslovenia— se clasificaron a la final internacional. En segundo lugar, se introdujo la «relegación». Los seis países que se ubicaran más bajo en el marcador del festival 1993 fueron forzados a no presentarse al siguiente año. De esta forma, en el festival de 1994 debutarían tres países más: Lituania, Polonia y Rusia.
La relegación continuó al año siguiente, pero en 1996 un sistema de preselección diferente fue usado, en el cual casi todos los países participaban. Cintas de todas las canciones que representarían a cada país fueron enviadas a un jurado semanas antes del espectáculo. Este jurado seleccionó las canciones que según su criterio merecían ser incluidas dentro del festival. Noruega, como el país anfitrión en 1996 (ya que ganó el festival en 1995), automáticamente se clasificó a la final. Uno de los países que no logró pasar la ronda eliminatoria en 1996 fue Alemania. Como el país era uno de los contribuyentes financieros más grandes del festival y tenía uno de los porcentajes de audiencia más altos en Europa, esta decisión no dejó satisfechos ni al público alemán ni a la UER.
Debido a dicha situación, la UER decidió crear una nueva regla: desde el 2000 en adelante, cuatro países estarían siempre calificados directamente a la final, sin importar su posición en el marcador de ediciones pasadas. Estos países obtuvieron esta facilidad por ser los cuatro contribuyentes financieros más importantes de la organización, y sin los cuales la producción del festival no sería posible. Estos países son Alemania, España, Francia y el Reino Unido. Debido a su estatus de «intocables» dentro del festival, este grupo fue conocido como el «Big Four» («Los cuatro grandes» en inglés). Pese a la clasificación automática, los resultados de estos países fueron bastante mediocres llegando incluso en la edición de 2005 a obtener los últimos cuatro lugares. De allí en adelante, la situación mejoró relativamente, alcanzando Francia y el Reino Unido dos posiciones dentro de los diez mejores en 2009, España en 2012 y 2014 y Alemania obtuvo el triunfo en 2010. La victoria supuso la clasificación automáticamente de Alemania tanto en su calidad de campeón vigente como por ser miembro del «Big Four», por lo que la UER decidió que su clasificación por ganador del evento anterior no sería cedida a otro país, en particular a Turquía que obtuvo el segundo lugar. Ese mismo año, sin embargo, el anuncio de la reincorporación de Italia al festival generó la ampliación del «Big Four» al «Big Five», al ser la RAI una de las principales contribuyentes de la UER. Italia finalmente obtuvo su primer triunfo luego de la regla del Big Five en 2021.

### Semifinales
De 1997 a 2001, los países se clasificaban a la final de acuerdo a la media de las puntuaciones obtenidas en las cinco ediciones previas, los países con las peores medias eran los eliminados. Sin embargo, este sistema provocó mucha polémica, porque para muchos el no calificar por haber tenido pobres resultados en años anteriores, no modificaba la calidad de una nueva canción para el siguiente año. En 2002 y 2003 se reutilizó el sistema original de eliminar a los peores clasificados mientras la UER preparaba lo que se esperaba que fuera una solución al problema más permanente, en el cual habría dos shows: una ronda de clasificación y la gran final. En estos dos habría suficiente tiempo para transmitir todas las entradas de todos los países que desearan participar cada año. La ronda de clasificación es conocida como «Semifinal de Eurovisión».

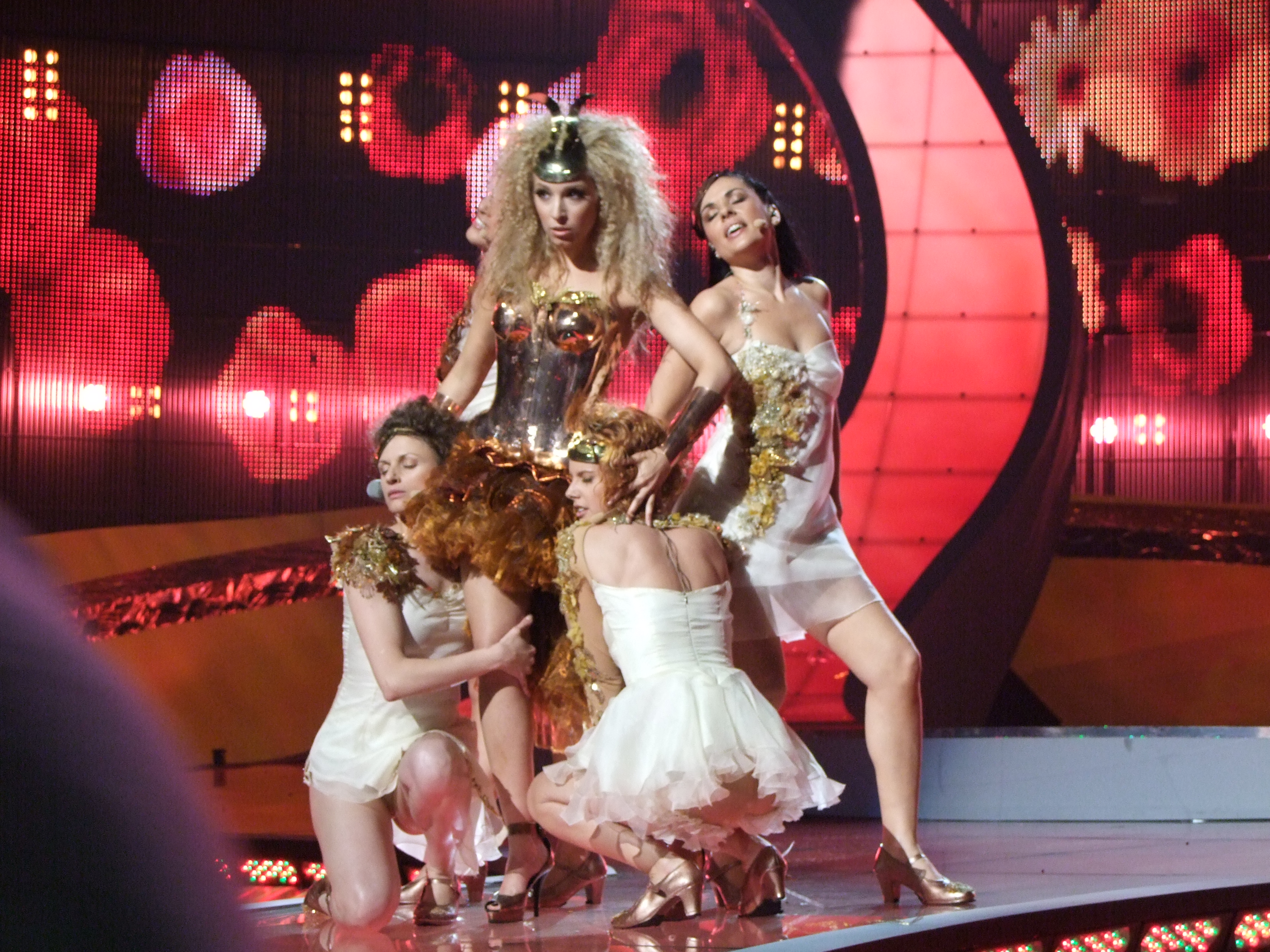
Gisela, representante de Andorra actuando en la primera semifinal de la edición de 2008.

Esta semifinal fue llevada a cabo por primera vez en 2004, el miércoles de la semana de Eurovisión. Este fue un programa con un formato similar a la gran final, cuya transmisión permaneció el sábado a las 20:00 GMT. En 2005, 2006 y 2007, la semifinal se llevó a cabo el jueves de la semana de Eurovisión.
En la semifinal participaban aquellos países cuyo lugar en el marcador del festival anterior no había sido tan bueno como para calificar a la final inmediatamente. Hasta 2007, para que un país calificara a la final era necesario que se colocara entre los primeros diez del año anterior. La regla del Big Four permaneció, así que Francia, Alemania, España y el Reino Unido mantuvieron su lugar asegurado dentro de la final sin influir en el resultado de otros participantes. Por ejemplo, si España se encuentra entre los primeros diez, el país que se encontraba en el 11° lugar es el que obtiene el pase a la final y así sucesivamente.
Desde la introducción de la semifinal, ha sido posible que todos los países voten aunque no participen en el programa, por ejemplo es posible que Francia vote por los países en la semifinal aunque no participe en ella; de igual forma un país que no pasó la semifinal puede votar en la gran final. Después de que se han recibido los votos en la semifinal, los países más votados son anunciados sin ningún orden en particular, aunque entre 2004 y 2007, el orden en que se anunciaban los clasificados, determinaba su posición de salida u orden de actuación en la gran final. La publicación de los votos de la semifinal la hace la UER después de la final, restando así influencia sobre el resultado en la noche del sábado, a excepción de la edición de 2004, en la cual los resultados de los países no clasificados en la semifinal aparecieron brevemente en pantalla.
Sin embargo, en 2007 durante una reunión de la UER, se decidió que a partir del festival de 2008 se celebrarían dos semifinales, que se desarrollarían el martes y el jueves previos a la final. La introducción de la segunda semifinal es para prevenir el voto entre bloques, y así Grecia no puede votar por Chipre, el Reino Unido por Irlanda, entre otros ejemplos. Solo el país anfitrión y los países del Big Five pasan automáticamente a la gran final, donde se les unirán los diez mejores países de cada semifinal (en 2008 y 2009 fueron 9 de cada semifinal, más un décimo clasificado «salvado» por el jurado) para un total de 25 o 26 participantes en la final. En 2015, hubo un récord de 27 participantes en la final, debido a la participación de Australia como finalista directo. Los seis países que no participan en las semifinales (los miembros del «Big Five» y el país anfitrión) tienen la obligación de transmitir en vivo y votar en una de ellas, por lo que comúnmente son repartidos tres en cada semifinal. Desde 2016, los países del Big 5 y el país sede presentaban un extracto de 30 segundos sus canciones en las semifinales que les corresponda votar, y a partir de 2024, dichos países interpretan completamente sus canciones, como intermedio durante las semifinales.

## Artistas y palmarés

### Ganadores famosos

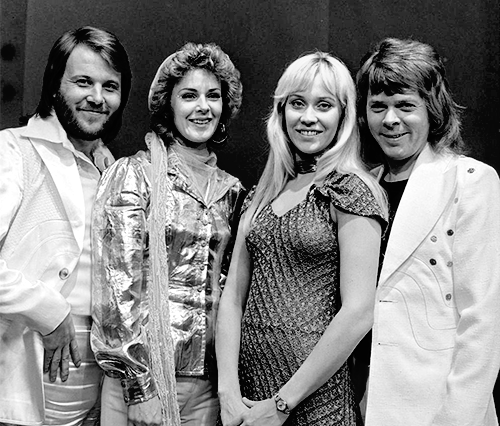
ABBA, ganadores de Eurovisión 1974.

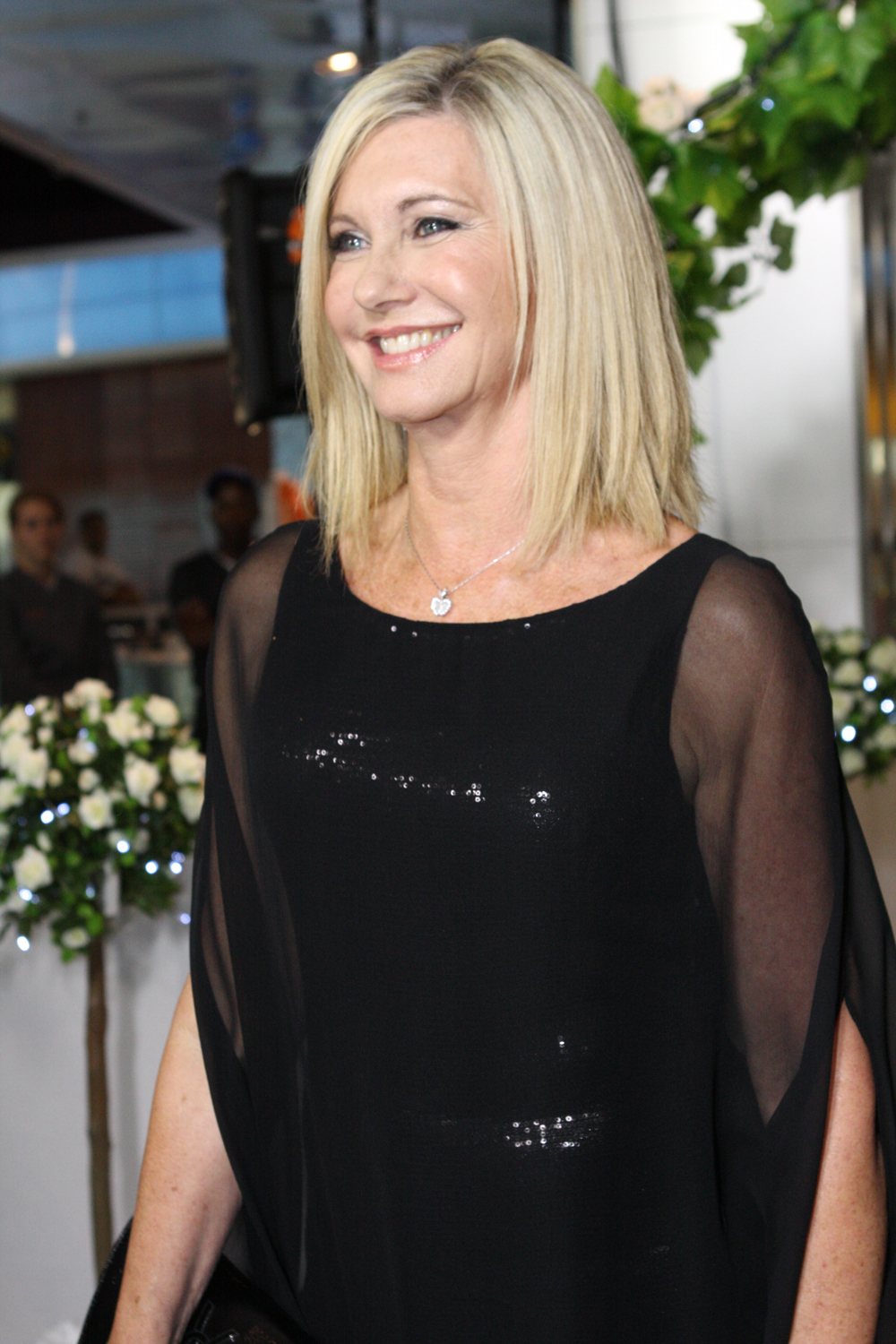
La cantante y actriz Olivia Newton-John representó a Reino Unido en la edición de 1974.

El grupo más notable de Eurovisión cuya carrera despegó directamente después de su triunfo en el festival es ABBA, quienes ganaron la edición de 1974 representando a Suecia, con el tema «Waterloo» marcando el inicio del dominio sueco del festival hasta el día de hoy. Ha destacado también Céline Dion que, siendo aún desconocida en Europa, ganó en 1988 por Suiza. Aunque su victoria no fue la causa directa de su enorme éxito posterior, le sirvió para grabar su primer disco en inglés y primer éxito en Europa, que presentó en la apertura del festival del año siguiente.
Otros artistas que han alcanzado gran fama después de ganar el Festival de Eurovisión incluyen a Gigliola Cinquetti («Non ho l'età», Italia 1964), France Gall («Poupée de cire, poupée de son», Luxemburgo 1965), Sandie Shaw («Puppet on a String», Reino Unido 1967), Massiel («La, la, la», España 1968), Vicky Leandros («Après toi», Luxemburgo 1972), Brotherhood of Man («Save Your Kisses for Me», Reino Unido 1976), Bucks Fizz («Making Your Mind Up», Reino Unido 1981), Nicole («Ein bißchen Frieden», Alemania 1982), Dana International («Diva», Israel 1998), Helena Paparizou («My Number One», Grecia 2005), Loreen («Euphoria», Suecia 2012 y «Tattoo», Suecia 2023) o Måneskin («Zitti e buoni», Italia 2021). Muchos otros ganadores incluyen a artistas que ganaron el festival siendo ya conocidos, como es el caso de Toto Cutugno («Insieme: 1992», Italia 1990), Katrina & The Waves («Love Shine a Light», Reino Unido 1997) o Lordi («Hard Rock Hallelujah», Finlandia 2006)

### Artistas exitosos

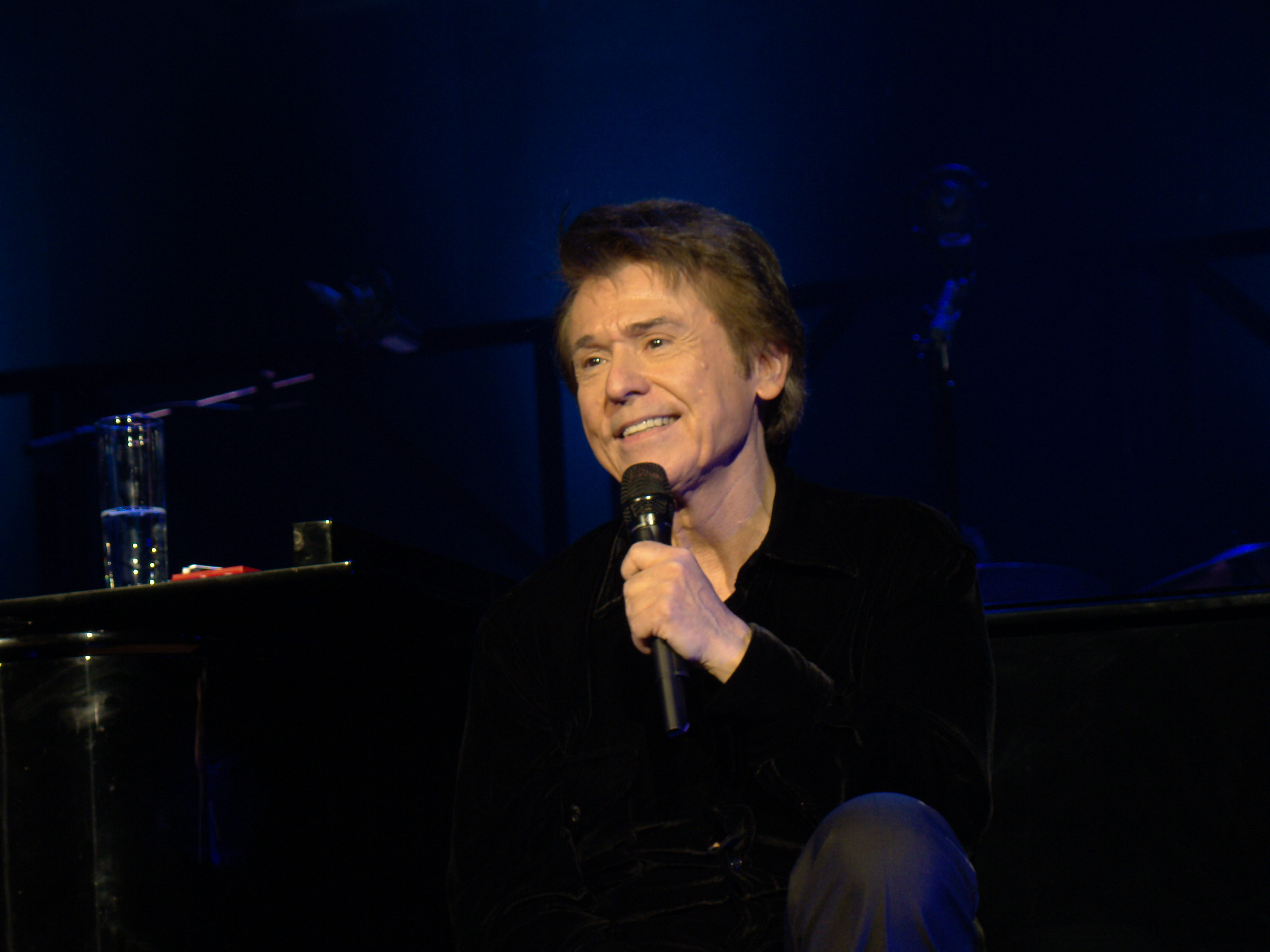
Raphael, representó a España en las ediciones de 1966 y 1967

No obstante numerosos cantantes tuvieron reconocimiento internacional anterior o posterior al festival a pesar de no haber ganado, entre ellos Domenico Modugno (1958, 1959 y 1966), Françoise Hardy (1963), Nana Mouskouri (1963), Raphael (1966 y 1967), Cliff Richard (1968 y 1973), Julio Iglesias (1970), Katja Ebstein (1970, 1971 y 1980), Massimo Ranieri (1971 y 1973), Nicola Di Bari (1972), Mocedades (1973), Olivia Newton-John (1974), The Shadows (1975), Al Bano y Romina Power (1976 y 1985), Baccara (1978), Franco Battiato (1984), Paloma San Basilio (1985), Umberto Tozzi (1987), Lara Fabian (1988), Dulce Pontes (1991), Sergio Dalma (1991), Mia Martini (1992), Alla Pugachova (1997), Anna Maria Jopek (1997), Natasha St-Pier (2001), t.A.T.u (2003), Kate Ryan (2006), Patricia Kaas (2009), Noa (2009), Pastora Soler (2012), Engelbert Humperdinck (2012), Marco Mengoni (2013), Anouk (2013), Cascada (2013), Bonnie Tyler (2013), Ilse DeLange como parte de la banda The Common Linnets (2014), Il Volo (2015), Guy Sebastian (2015), Hooverphonic (2021), Flo Rida (2021), The Rasmus (2022), Olly Alexander (2024) o Gabry Ponte (2025). Destacaron también como compositores Andrew Lloyd Webber, Serge Gainsbourg, Juan Carlos Calderón, Ketama, Franco Battiato, Jamie Cullum, Janieck Devy, Kike Santander, Darude, RedOne, Jim Beanz, Desmond Child, Tony Iommi o Pete Waterman.
Coincidiendo con la gala conmemorativa de lo 50 años de Eurovisión (Congratulations: 50 years of the Eurovision Song Contest) se eligieron las 14 mejores canciones hasta ese momento de las finales de Eurovisión:
| N.º | País        | Intérprete(s)      | Canción                       | Lugar | Puntos |
| --- | ----------- | ------------------ | ----------------------------- | ----- | ------ |
| 01  | Reino Unido | Cliff Richard      | Congratulations               | 8     | 105    |
| 02  | Irlanda     | Johnny Logan       | What's Another Year?          | 12    | 74     |
| 03  | Israel      | Dana International | Diva                          | 13    | 39     |
| 04  | España      | Mocedades          | Eres Tú                       | 11    | 90     |
| 05  | Alemania    | Nicole             | Ein Bißchen Frieden           | 7     | 106    |
| 06  | Italia      | Domenico Modugno   | Nel Blu Dipinto Di Blu        | 2     | 200    |
| 07  | Suecia      | ABBA               | Waterloo                      | 1     | 331    |
| 08  | Dinamarca   | Olsen Brothers     | Fly On The Wings Of Love      | 6     | 111    |
| 09  | Luxemburgo  | France Gall        | Poupée De Cire, Poupée De Son | 14    | 37     |
| 10  | Turquía     | Sertab Erener      | Everyway That I Can           | 9     | 104    |
| 11  | Suiza       | Céline Dion        | Ne Partez Pas Sans Moi        | 10    | 98     |
| 12  | Irlanda     | Johnny Logan       | Hold Me Now                   | 3     | 182    |
| 13  | Reino Unido | Brotherhood of Man | Save Your Kisses For Me       | 5     | 154    |
| 14  | Grecia      | Helena Paparizou   | My Number One                 | 4     | 167    |

Siendo la ganadora:
ABBA con Waterloo

### Invitados
A lo largo de la Historia del festival numerosos y reconocidos artistas han actuado fuera de concurso, normalmente al inicio del festival o en el intermedio, el espacio comprendido entre el final de las canciones y el inicio de las votaciones. Estos Interval Act han incluido actuaciones como Charlie Rivel (1973) o el estreno mundial del conocido número Riverdance en 1994. Entre los artistas invitados que han participado en el festival destacan Morten Harket (solista de A-ha) que cantó en 1996 además de ser copresentador, mismo papel que Ronan Keating en 1997 que también actuó con su banda Boyzone. En 2001 participaron Aqua con Safri Duo, en 2006 el Cirque du Soleil, en 2007 la banda de rock sinfónico Apocalyptica, en 2008 el serbio Goran Bregovic (que dos años más tarde asistiría como compositor), en 2009 t.A.T.u., en 2013 Agnes Carlsson, en 2016 el cantante estadounidense Justin Timberlake, en 2019 Idan Raichel y Madonna, y en 2022 Laura Pausini y Mika.

### Países ganadores: palmarés
27 países han ganado al menos una vez. Irlanda y Suecia poseen la marca del mayor número de victorias con siete; el primero obtuvo la victoria tres veces seguidas, de 1992 a 1994. Le siguen, con 5 trofeos cada uno, Países Bajos, Francia, Luxemburgo y Reino Unido. Completa el podio Israel, con 4. Los primeros años del festival vieron muchas victorias para los países «clásicos» de Eurovisión: Francia, los Países Bajos y Luxemburgo. Sin embargo el éxito de estos países ha declinado en décadas recientes: la última victoria de Francia fue en 1977 y la de Luxemburgo en 1983; siendo la excepción Países Bajos, que la última vez que ganó fue en el año 2019, tras 44 años sin ganarlo. Curiosamente, Reino Unido ha quedado en segundo lugar 16 veces.
En las primeras ediciones del siglo XXI han conseguido el triunfo países que nunca habían ganado, cinco de ellos del recientemente incorporado bloque del este (Estonia, Letonia, Ucrania, Serbia y Rusia) más Turquía, Grecia y Finlandia, que aun siendo veteranos en el festival, nunca habían logrado el primer puesto. En 2007, en su debut Serbia ganó el festival; mientras que en 2006, Finlandia obtuvo su primera victoria después de 45 años concursando. El país con más años participando y que nunca había obtenido el triunfo era Portugal, que hizo su debut en 1964, sin haber entrado entre las mejores cinco canciones en ninguna edición del Festival, cambiando la historia con su primer triunfo en Kiev en 2017. Ahora el país que ostenta ese título es Malta. En cuanto a los países que ya han ganado al menos una vez, España es el que lleva más tiempo sin ganar, con un total de 55 años; su último triunfo fue en 1969 y obtuvo el segundo lugar en las ediciones de 1971, 1973, 1979 y 1995. Noruega ostenta el título de mayor cantidad de últimos lugares en las finales, con 12. Reino Unido lleva el récord de últimos lugares en el siglo XXI, con 5.
Asimismo, Suiza (en 1956), España (en 1969), Luxemburgo (en 1973), Israel (en 1979) e Irlanda (en 1993 y 1994) han sido los únicos países sedes que han visto ganar a su propio representante.
2020 es el único año que no tiene ganador, ya que la edición tuvo que ser cancelada debido a la pandemia de COVID-19.

Mapa de ganadores (2024)

| Victorias | País         | Año(s)                                   |
| --------- | ------------ | ---------------------------------------- |
| 7         | Suecia       | 1974, 1984, 1991, 1999, 2012, 2015, 2023 |
| 7         | Irlanda      | 1970, 1980, 1987, 1992, 1993, 1994, 1996 |
| 5         | Países Bajos | 1957, 1959, 1969, 1975, 2019             |
| 5         | Reino Unido  | 1967, 1969, 1976, 1981, 1997             |
| 5         | Luxemburgo   | 1961, 1965, 1972, 1973, 1983             |
| 5         | Francia      | 1958, 1960, 1962, 1969, 1977             |
| 4         | Israel       | 1978, 1979, 1998, 2018                   |
| 3         | Austria      | 1966, 2014, 2025                         |
| 3         | Suiza        | 1956, 1988, 2024                         |
| 3         | Ucrania      | 2004, 2016, 2022                         |
| 3         | Italia       | 1964, 1990, 2021                         |
| 3         | Dinamarca    | 1963, 2000, 2013                         |
| 3         | Noruega      | 1985, 1995, 2009                         |
| 2         | Alemania     | 1982, 2010                               |
| 2         | España       | 1968, 1969                               |
| 1         | Portugal     | 2017                                     |
| 1         | Azerbaiyán   | 2011                                     |
| 1         | Rusia        | 2008                                     |
| 1         | Serbia       | 2007                                     |
| 1         | Finlandia    | 2006                                     |
| 1         | Grecia       | 2005                                     |
| 1         | Turquía      | 2003                                     |
| 1         | Letonia      | 2002                                     |
| 1         | Estonia      | 2001                                     |
| 1         | Yugoslavia*  | 1989                                     |
| 1         | Bélgica      | 1986                                     |
| 1         | Mónaco       | 1971                                     |

## Críticas y polémica
Quizás la polémica más fuerte en la historia de Eurovisión ha sido la generada en torno a su mayor patrocinador desde 2020, la sociedad israelí Moroccanoil, el cual tiene también sus derechos mediáticos. Esto se debe a la punitiva censura que ejerce dicha marca contra toda visibilización del Guerra de Gaza por parte de Israel en apoyo a Palestina, algo que ya se vio en 2019 con los representantes de Islandia. Por otro lado, el apoyo a discursos políticos pro ucranianos, como consecuencia de la invasión de Ucrania, así como la expulsión de Rusia del certamen, desmientieron la postura inicial de "certamen apolítico", vista especialmente con actuaciones especiales en 2023. De hecho, la actuación de Israel en 2024 y 2025 muchos argumentan que debió ser descalificada por la normativa del certamen,  debido a su gran componente propagandístico, y ha llevado a la mayor llamada de boicot en contra del certamen, como sucedió en Eurovisión 2024 y Eurovisión 2025. Este último certamen se ha visto desde un inicio envuelto en la crítica, dada la prohibición de enseñar banderas que no sean de su país por parte de los participantes, incluida las LGBTIQ+, la prohibición, incluso la queja expresa entre países contra la participación Israel y la amenaza de Israel a estas cadenas (Irlanda con RTE, Eslovenia con RTVSLO, Islandia con RÚV o España con RTVE), incluido el famoso anuncio puesto por la televisión belga antes de retransmitir el concurso, la censura en canciones por supuesto contenido explícito, la post edición de abucheos por aplausos a Israel ya vista en 2024, de vestuarios, el cambio de títulos de canciones como Kant por Serving , etc. De hecho, algunas fuentes señalan que hasta 80 exparticipantes, algunos ganadores, firmaron a favor del veto o de la revisión de la participación de Israel en el concurso, sin éxito. No menos importante es la llamada de algunos contra la manipulación de votos, en especial vista en 2022 con la anulación de votos de distintos países, si bien desde fuentes oficiales se habla de un acuerdo de voto ilícito entre esos países.
Debido al hecho de que las canciones son interpretadas para una audiencia internacional con diversos gustos musicales, y que los países buscan obtener cuantos más votos como sea posible, la mayoría de las canciones presentadas en el concurso pertenecen al género pop. Además, como el festival de Eurovisión es un espectáculo visual, muchas presentaciones intentan llamar la atención de los votantes por otros medios que no son exactamente musicales, lo que ha llevado a muchos a criticar algunas presentaciones, argumentando que la calidad de las interpretaciones ha disminuido, aunque en realidad el festival ha sido criticado por muchos medios desde prácticamente su inicio. Otras críticas van asociadas a la preferencia por el idioma inglés en las canciones en desmedro de las lenguas locales, aunque estas siguen estando presentes, y por la obligatoriedad de la música pregrabada desde 1998 en vez del uso de orquesta.
Durante mucho tiempo se ha percibido que el Festival de Eurovisión se encuentra influido políticamente, de manera que el público otorga los puntos basándose en las relaciones internacionales de sus países más que en los méritos musicales de la canción. De hecho, un análisis de todos los votos indica que en realidad ciertos países tienden a votar por otros que se encuentran políticamente alineados con él. Los defensores del festival aseguran que la razón por la cual algunos países se votan entre sí es porque comparten una cultura y un gusto musical similares, por lo que las canciones se tienden a gustar entre países circundantes. Al menos, ésta es la explicación que le dan al frecuente intercambio de doce puntos entre Grecia-Chipre, Portugal-España, Rumanía-Moldavia, Georgia-Armenia, Turquía-Azerbaiyán y Rusia-Bielorrusia.
Después de estas últimas críticas, desde 2009 regresó la figura del jurado, esta vez mezclado con el televoto a un 50 %. Los jurados en este nuevo sistema, a diferencia de los jurados tradicionales, están compuestos exclusivamente por profesionales relacionados con la música. En 2009, solo se usó este sistema en la final. Desde 2010 este sistema también se utiliza en las semifinales, pero esto no ha demostrado cambios de tendencia en las votaciones. 
En 2021, hubo varias controversias sobre el incumplimiento de las medidas sanitarias para prevenir la pandemia del COVID-19 por parte de algunos participantes, lo que provocó que los participantes de algunos países dieran positivo en una prueba PCR de esta enfermedad y que, por lo tanto, tuvieran que guardar una cuarentena en un hotel y emitir una actuación pregrabada en el Festival.
En 2024, se realizaron manifestaciones en las puertas del festival en Malmö, en el marco de una campaña de denuncia de la presencia de Israel en el festival mientras perpetua el Guerra en Gaza. En Reino Unido se canceló una de las proyecciones más famosas de esa edición. Asimismo un conjunto de los participantes firmaron un comunicado conjunto rechazando la participación de ese país en el mismo.
En 2025, el canal de televisión belga VTR, cortó la transmisión de Israel con el mensaje "Condenamos las violaciones de derechos humanos por parte del estado de Israel. Además, el estado de Israel está destruyendo la libertad de prensa. Por esto interrumpimos la imagen por un momento". Por su parte, RTVE mostró un cartel sobreimpresionado antes del festival en el que se podía leer "Frente a los derechos humanos, el silencio no es una opción. Paz y Justicia para Palestina". Además, en la segunda semifinal, los comentaristas, Julia Varela y Tony Aguilar, hicieron referencia al número de fallecidos a causa de la guerra de Gaza. La Unión Europea de Radiodifusión amenazó a RTVE con "multas punitivas" si se repetían los hechos. La Corporación respondió que “pedir respeto por los derechos humanos y por la paz y la justicia, en un comentario que dejó claro que no estaba dirigido a ningún país en concreto” constituyese una referencia política y que no lo fuese "el hecho de que la delegación de Israel subraye la condición de su candidata como víctima de los ataques de Hamás del 7 de octubre de 2023″.

## Especiales
En verano de 1981 la UER realizó un concierto para conmemorar el 25.° aniversario del festival. El programa se llamó Songs of Europe. Tuvo lugar en Oslo y 21 de los 29 ganadores interpretaron su actuación.
En otoño de 2005 la UER organizó un programa especial para celebrar el 50.° aniversario del festival y se emitió en decenas de países. El programa, llamado Congratulations: 50 years of the Eurovision Song Contest, fue llevado a cabo en Copenhague, e incluyó a varios artistas que participaron en el evento desde su primera edición. Además se realizó una votación vía telefónica para determinar la canción más popular en la historia de Eurovisión, que resultó ser «Waterloo» de ABBA (ganadora por Suecia en 1974).
En 2015, se organizó un nuevo programa especial para celebrar el 60.º aniversario. La gala, llamada Eurovision Song Contest's Greatest Hits, se llevó a cabo el 31 de marzo en Londres, con la actuación de varios artistas destacados de la historia del festival, entre los que se encontraron Conchita Wurst (Austria 2014), Emmelie de Forest (Dinamarca 2013), Loreen (Suecia 2012), Lordi (Finlandia 2006) y Rosa López (España 2002).
En 2020, debido a la primera cancelación de un festival de Eurovisión en su historia debido a la pandemia provocada por el COVID-19, se realizó una programa especial que recordaba los mejores momentos del concurso, llamada Eurovision: Europe Shine a Light, donde se reservó un espacio para las canciones que habría concursado ese año (ya que todas habían sido elegidas antes de la cancelación del evento). Esta programa no fue competitivo ni tuvo ganadores.

## Adaptaciones
Múltiples adaptaciones, spin-offs e imitaciones del Festival de Eurovisión han surgido en los últimos años, entre los que destacan:
- Gran Premio de la Canción Iberoamericana –popularmente llamado Festival OTI de la Canción—, se celebró durante 1972 y 2000 (con una interrupción en 1999) entre cada uno de los países pertenecientes a la OTI y pretendía ser un formato similar a Eurovisión; sin embargo debido a catástrofes naturales, situaciones de inestabilidad política, la insolvencia de algunos de los países miembros, la aparición de otras cadenas de televisión quienes no manifestaron estar interesadas en transmitir y/u organizar dicho evento (como fueron los casos de México y España, en la década de 1990) y, muy especialmente durante las últimas ediciones, la paulatina desmejora en la calidad de los participantes y los cuestionamientos en el sistema de votaciones, provocaron la falta de auspiciadores y el consiguiente retiro de financiación de países claves y emblemáticos —como España— de dicho festival, lo que motivaron su interrupción indefinida.
- Festival de la Canción de Eurovisión Junior – celebrado anualmente desde 2003, para artistas menores de 16 años (festival producido por la propia UER).
- Festival de la Canción de AfriMusic – concurso en línea de carácter anual, celebrado desde 2018, en el que participan intérpretes representantes de algunas de las 55 naciones del continente africano, todas elegibles.
- Festival de la Canción de la UAR – adaptación del formato de Eurovisión a la región de Asia-Pacífico, celebrado desde 2012.
- Festival de la Canción de Intervisión – organizado por los países de Europa Oriental entre 1977 y 1980. Se celebró dentro del marco del Festival de Sopot (Polonia).
- Festival de la Canción de Turkvisión - creado en 2009 por la televisión pública turca TRT para promocionar la música de los pueblos túrquicos,[84] y relanzado en 2013 después de que Turquía abandonara el Festival de Eurovisión por discrepancias con el sistema de votaciones.[85]
- American Song Contest - adaptación estadounidense del festival de la Canción de Eurovisión celebrado en 2022. En esta versión, compitieron los 50 estados de los Estados Unidos, los cinco territorios no incorporados y la capital Washington D. C.. Fue emitido por la cadena NBC. Los planes de la NBC para adaptar el certamen se remontan hasta 2006.[86]
- World Oriental Music Festival – celebrado por primera vez en Sarajevo en 2005; incluye participantes de Europa y Asia.
- Bundesvision Song Contest - un concurso inspirado en Eurovisión que se celebra en Alemania anualmente desde 2005, en el que artistas populares representan a los dieciséis estados federados que componen el país.
- Festival de la Canción Caribeña - concurso organizado por la Unión Caribeña de Radiodifusión (CBU) desde 1986.
- Eurovision Asia Song Contest - Versión propuesta para la región Asia-Pacífico. Originalmente anunciado en marzo de 2016[87] y confirmado el 18 de agosto de 2017 por la UER.[88] En noviembre de 2018, se anunció la celebración de la primera edición en la ciudad de Gold Coast, Australia, del 30 de noviembre al 7 de diciembre de 2019.[89] Debido al inicio de la pandemia de COVID-19 y dificultades para la coordinación del evento, este fue pospuesto indefinidamente hasta que el 26 de mayo de 2021, la Special Broadcasting Service (SBS) de Australia, empresa que se encargaría de la celebración de la primera edición, anunció la cancelación del evento.[90]
- Eurovision Song Contest Latin America
- Eurovision Song Contest Canada
- Festival de la Canción de la Feria Nacional de San Marcos, que es un festival que se lleva a cabo en la ciudad de Aguascalientes, México.